# Laurentiuskirche (Dirmstein)
Die Laurentiuskirche in der rheinland-pfälzischen Ortsgemeinde Dirmstein ist eine Doppelkirche für Katholiken und Protestanten. Der Turm hat einen romanisch-gotischen Unterbau, der Saalbau geht auf die späte Barockzeit zurück. Die beiden ersten Baupläne stammen vom Kirchenbaumeister Balthasar Neumann. Der zweite Entwurf wurde vor Ort durch Franz Rothermel modifiziert, der den Bau ausführte.
Die heute einzige Kirche des Ortes ist ein von beiden christlichen Konfessionen genutzter Sakralbau; allerdings wird nicht wie bei einem Simultaneum ein einziger Raum wechselseitig belegt, sondern es handelt sich um zwei aneinander gebaute Gotteshäuser, über die es schon 1739 im Vertrag über die Planung hieß, dass „sowohl die catholische, als die gleichfals hiernechst neüerbauende reformirte kirche unter ein dach gezogen werden soll.“ Sie haben also, ähnlich wie die Teile eines Doppelhauses, zwar ein gemeinsames Dach, aber unterschiedliche Eigentümer. Die massive Trennwand, funktionell eine Brandmauer, war bereits im Plan vorgesehen, wurde mithin im Gegensatz zu anderen Bauwerken dieser Art nicht nachträglich eingezogen. Der Turm gehört beiden Kirchengemeinden gemeinsam.

## Übersicht

### Geographische Lage

Laurentiuskirche aus Norden
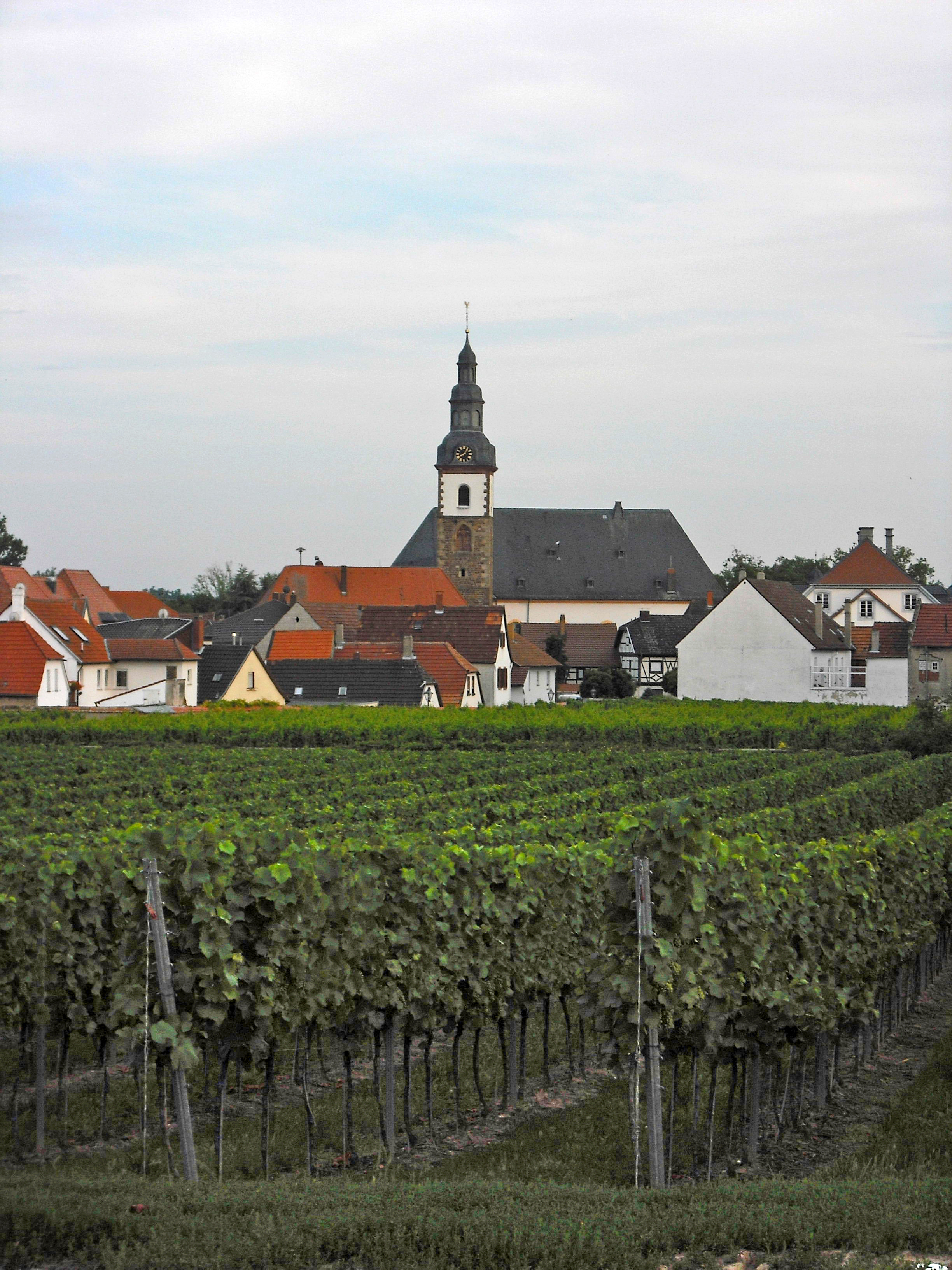
Aus der Entfernung
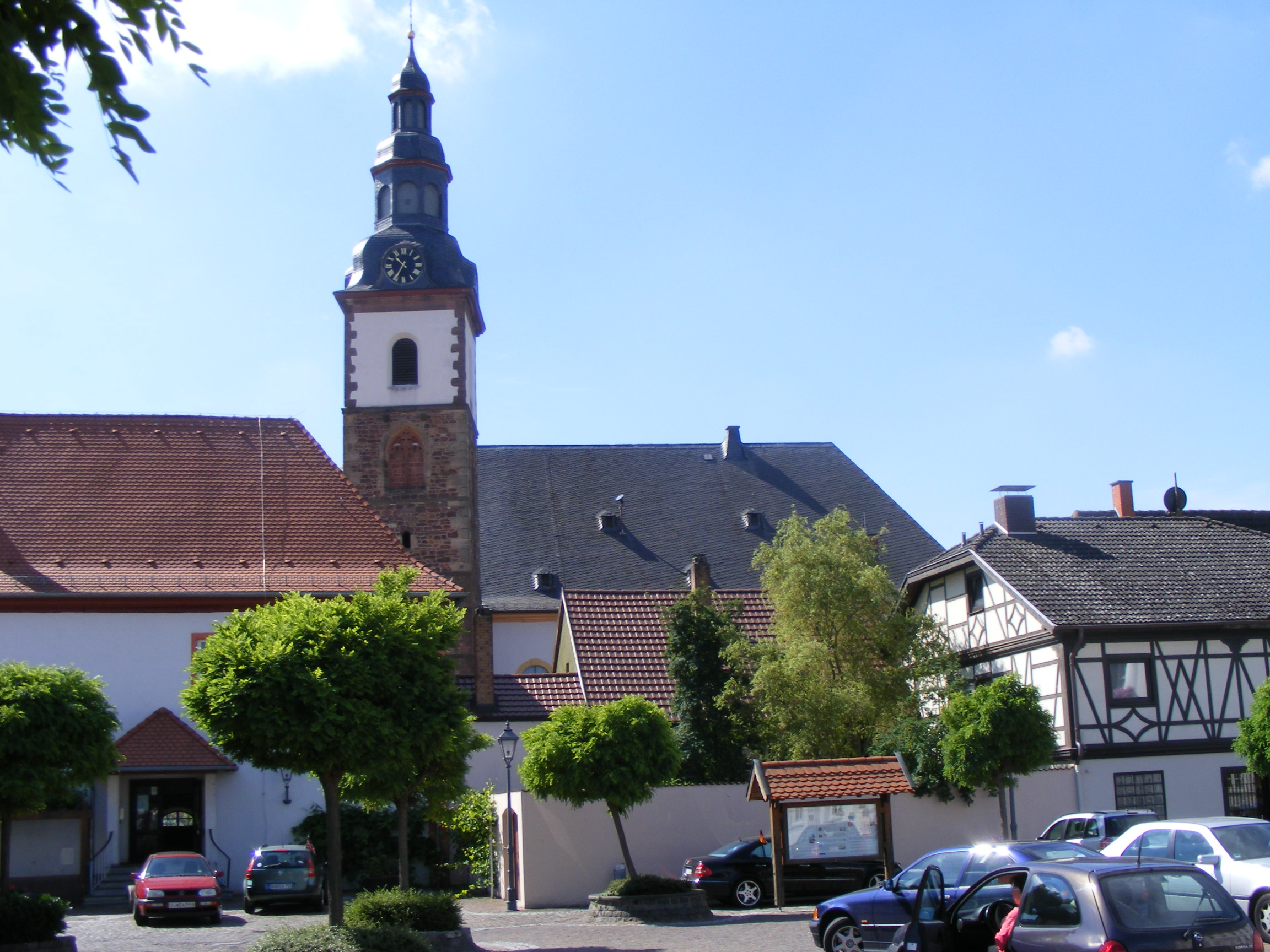
Aus der Nähe

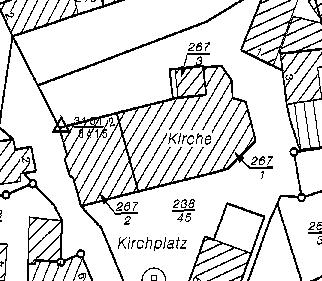
Laurentiuskirche auf der Liegenschaftskarte von Dirmstein mit Grundstücksnummern: protestantischer Teil (linkes Drittel, 267/2) katholischer Teil (267/1) mit Turm (267/3)

Die Laurentiuskirche steht im historischen Dirmsteiner Oberdorf, dem heutigen Ortszentrum, im Übergangsbereich der Straßen Mitteltor (Nordseite) und Affenstein (West- und Ostseite), die dort den innerörtlichen Abschnitt der Landesstraße 455 (Freinsheim–Monsheim) bilden, auf einer Höhe von 103 m ü. NHN; die Anschrift ist Affenstein 1. Weil sich das Eigentum an der Kirche auf verschiedene Rechteinhaber verteilt, gibt es drei Grundstücksnummern: für den katholischen Ostteil (267/1), den protestantischen Westteil (267/2) und den Turm (267/3).
Unmittelbar benachbarte Baudenkmäler sind von Norden im Uhrzeigersinn die St.-Michael-Apotheke, das Alte Rathaus, der Hochheimer Hof, das ehemalige katholische Schulhaus, der Spitalhof mit seiner Kapelle und das Haus Marktstraße 1. Südlich der Kirche liegt zum katholischen Schulhaus hin der rund 300 m² große gepflasterte Kirchplatz, der als Parkplatz ausgewiesen ist.
Die Längsachse des Gotteshauses weist nach Ostnordost. Eine exakte Ostung konnte nicht erfolgen, weil das Gebäude aus Platzgründen im Westen und im Osten sehr eng an die umgebende Bebauung herangerückt werden musste. Insbesondere zum westlich gelegenen Spitalhof hin entstand auf diese Weise ein Engpass, der lediglich eine einzige Fahrspur von etwa 3 m Breite ermöglichte. Für die langsamen Fuhrwerke vergangener Jahrhunderte war dies ausreichend, zumal die Durchfahrt etwas verbreitert werden konnte, indem der Baukörper in Abänderung des letzten Bauplans geringfügig gegen den Uhrzeigersinn gedreht wurde. Für den Verkehr auf der heutigen Landesstraße bedeutet die Einengung allerdings ein beträchtliches Hindernis. Erschwerend kommt hinzu, dass sich inmitten der Engstelle der Eingang des protestantischen Kirchenteils befindet.

### Name
Der katholische Kirchenteil ist dem Märtyrer Laurentius von Rom geweiht, dessen Namenstag der 10. August ist. Der protestantische Kirchenteil trägt keinen eigenen Namen; im örtlichen Sprachgebrauch wird jedoch die gesamte Doppelkirche als Laurentiuskirche bezeichnet. Zur Bauzeit gab es eine katholische und eine reformierte Gemeinde, Lutheraner bildeten eine Minderheit. Sofern im Artikel von „Protestanten“ oder „protestantisch“ die Rede ist, bezeichnet dies bei historischen Aussagen Reformierte und Lutheraner zusammen, bei aktuellem Bezug die heutige protestantische Kirchengemeinde oder ihren Kirchenteil. Der katholische Teil bietet etwa 300 Personen Platz, der protestantische 150.

### Konfessionen in Dirmstein
Das Grundflächenverhältnis der Doppelkirche von 2:1 zu Gunsten des katholischen Teils resultiert aus dem Bauvertrag. Danach war die Dirmsteiner Bevölkerung kurz vor der Mitte des 18. Jahrhunderts zu 2/3 katholischen und zu 1/3 protestantischen, meist reformierten Bekenntnisses, und dieses Verhältnis sollte auch in den Kirchenanteilen zum Ausdruck kommen. Doch schon sechs Jahrzehnte später, 1802, betrug der Anteil der Katholiken nur noch 56 % und derjenige der Protestanten bereits 40 %. Letzterer erhöhte sich im Laufe der Zeit kontinuierlich, während der Anteil der Katholiken zurückging; nach einer jüngeren Erhebung gab es im Jahre 2004 gut 45 % Protestanten, fast 34 % Katholiken sowie knapp 21 % Andersgläubige und Konfessionslose.
Die katholische Kirchengemeinde Dirmstein bildet einen Pfarrverband mit den Nachbargemeinden in Laumersheim (samt Obersülzen) und Großkarlbach, die protestantische mit Gerolsheim. Die katholische Pfarrei gehört zum Bistum Speyer, die protestantische zur Evangelischen Kirche der Pfalz (Protestantische Landeskirche).

## Geschichte

### Peterskirche

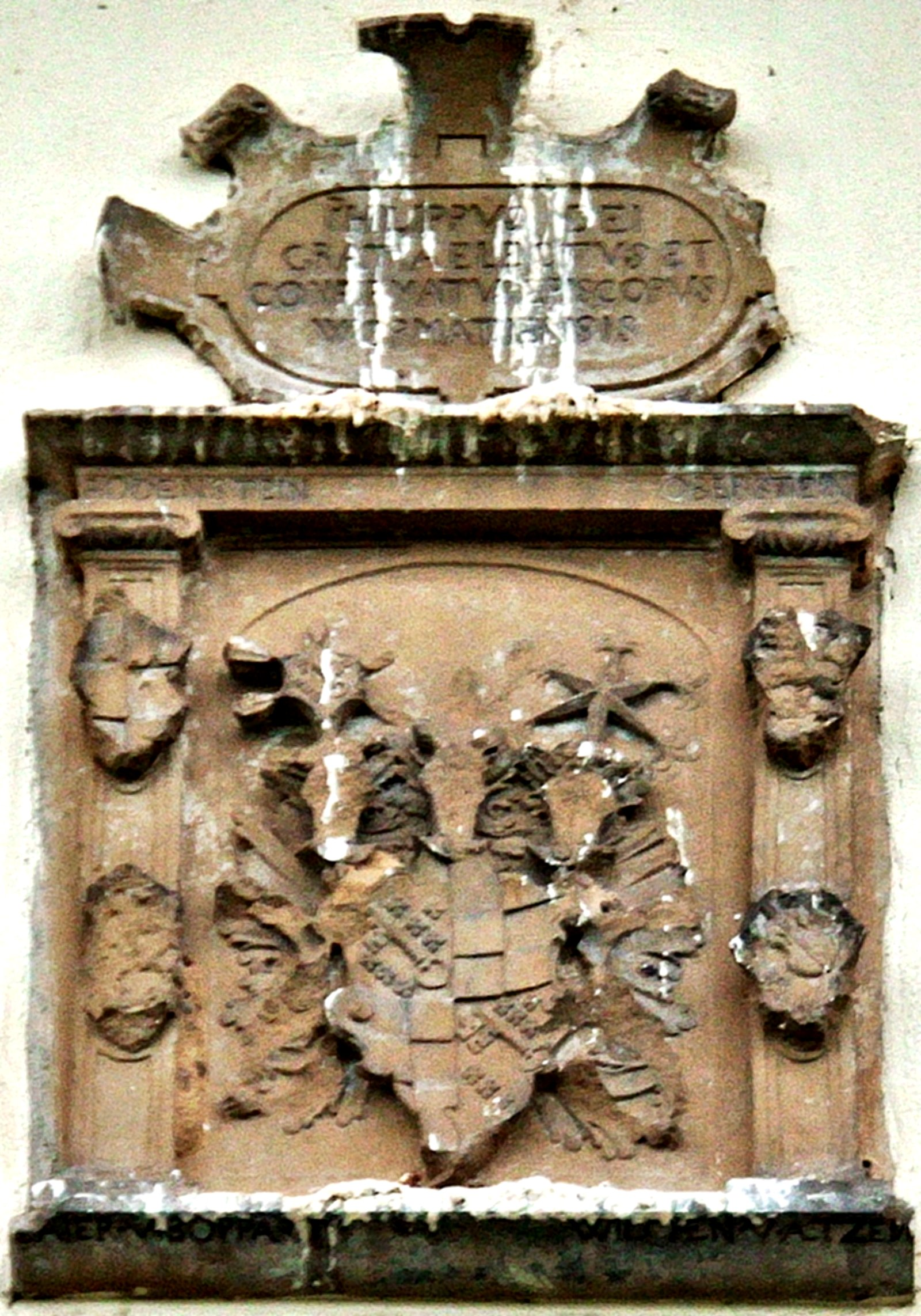
Bischofswappen am Schloss neben der einstigen Peterskirche

Die erste Pfarrkirche Dirmsteins war die Peterskirche. Sie lag, umgeben vom damaligen Friedhof der Gemeinde, im Niederdorf unmittelbar nordöstlich des Geländes, auf dem das frühere Bischöfliche Schloss steht; dies war sowohl Sommersitz als auch Verwaltungsfiliale des Bischofs, der im 12 km entfernten Worms residierte. Die Kirche wurde in der Zeit der Romanik deutlich vor 1044 erbaut – in diesem Jahr wurde erstmals der Zehnt der „Kirche von Dirmstein“ urkundlich erwähnt – und war dem Patron des Wormser Doms, St. Petrus, geweiht. Deshalb wird vermutet, dass der Kirchenbau auf die Initiative eines Wormser Bischofs zurückgeht; möglicherweise war der bischöfliche Stifter Burchard I. von Worms, der vom Jahr 1000 bis 1025 amtierte. Die Kirche gehörte dem Wormser Kloster Nonnenmünster. Aus all diesen Umständen geht hervor, dass die Kirche zumindest in der Anfangszeit in erster Linie dem Bedürfnis des jeweiligen Bischofs diente, auch bei seinen Aufenthalten am Sommersitz in repräsentativer Umgebung die Messe lesen zu können. Zur Pfarrkirche wurde die Peterskirche erst nach und nach, als der Weiler, den das Dirmsteiner Niederdorf ursprünglich darstellte, sich durch Zuzug allmählich vergrößerte.
Nach dem Protokoll einer Visitation von 1740 wies der Turm der Peterskirche eine Besonderheit auf, er besaß nämlich ein „mit Stein gedecktes Dach“. Ob damit eine Eindeckung mit Steinplatten oder eine treppenförmige Aufmauerung gemeint war, ist ungeklärt. Aufgrund mehrerer übereinstimmender Quellen schätzen die Historiker das Fassungsvermögen der Kirche auf nur etwa hundert Personen. Bis ins 18. Jahrhundert waren alle anderen Gotteshäuser Dirmsteins noch kleiner als die Peterskirche.

### Kapellen

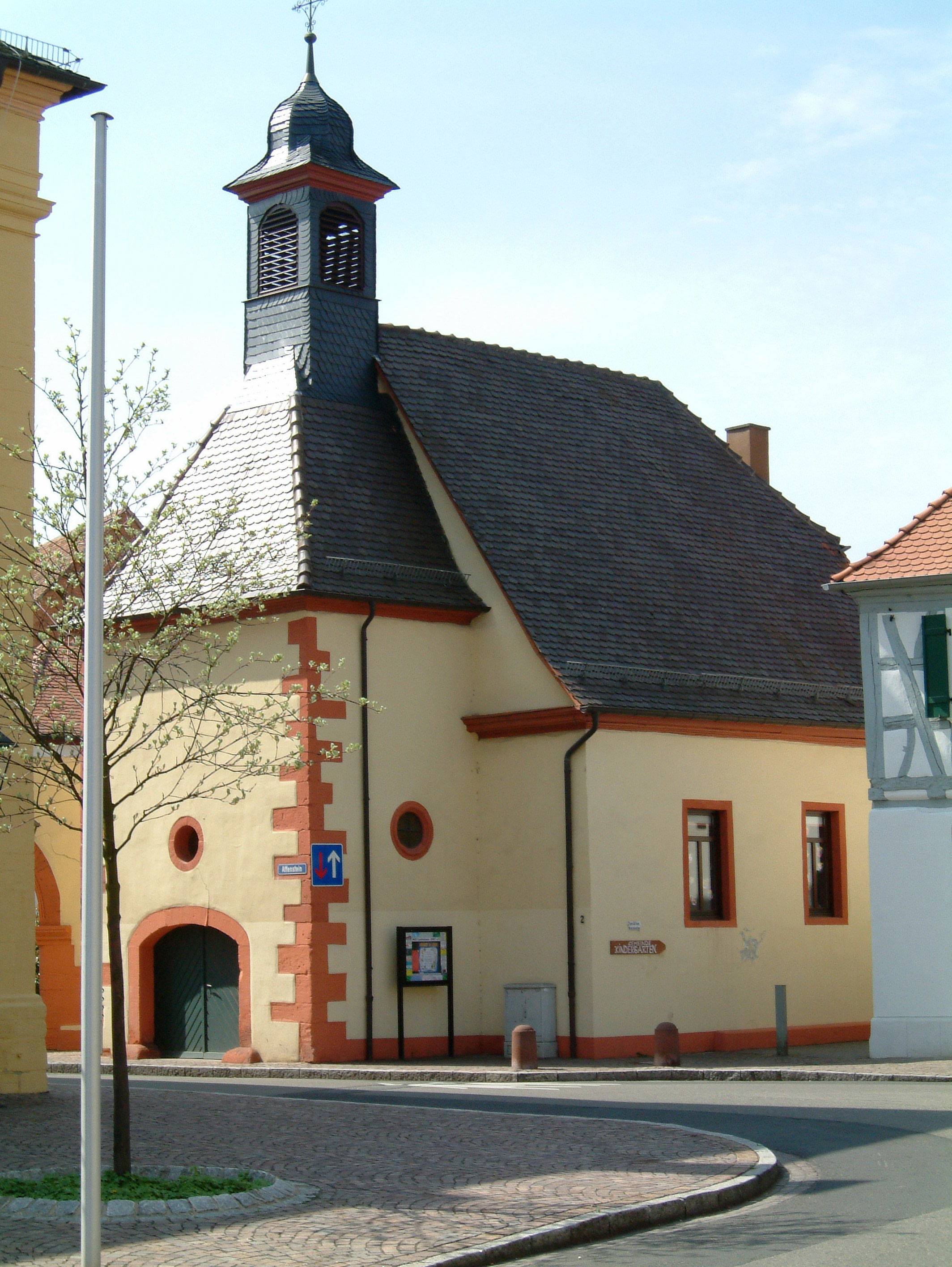
Spitalhof mit ehemaliger Kapelle St. Maria Magdalena

Das einige hundert Meter westlich gelegene Oberdorf verfügte über die am 12. Juli 1240 erstmals erwähnte gotische Laurentiuskapelle, die der Peterskirche als Filialkirche zugeordnet war. Im 13. oder 14. Jahrhundert kam nebenan die Maria-Magdalena-Kapelle des Spitalhofs hinzu, im 14. Jahrhundert die Antoniuskapelle auf dem Friedhof im Niederdorf. Auch diese beiden Gebäude waren in gotischem Stil errichtet. Im Oberdorf gab es wahrscheinlich zwei weitere Kapellen; denn 1367 wurde im Norden des Ortszentrums eine Augustinerpropstei gegründet, im Jahre 1500 unmittelbar daneben ein weiteres Kloster, das bald vom damals neuen Jesuitenorden übernommen wurde. Dieses verfügte noch 1795 über eine Glocke (siehe Abschnitt Geschichte der Dirmsteiner Glocken).

### Kondominium
Bis zum Anfang des 15. Jahrhunderts unterstand Dirmstein ausschließlich dem Hochstift Worms. Doch von 1419 bis 1705, also über die Zeit der Reformation hinweg bis zur Pfälzischen Kirchenteilung, war der Ort in der Form eines Kondominiums gemeinsam zwei Herren zu Eigen, dem Fürstbischof von Worms und dem Kurfürsten von der Pfalz, den über Jahrhunderte die Wittelsbacher stellten. Nach der Reformation hatten die protestantischen Einwohner gemäß dem Grundsatz „cuius regio, eius religio“ (deutsch Wem das Land gehört, dem gehört auch die Religion) der Konfession des jeweiligen Fürsten anzugehören; nach anfänglichem Hin und Her entschied sich die wittelsbachische Linie Pfalz-Simmern unter Pfalzgraf Johann Casimir, der für seinen minderjährigen Neffen Friedrich IV. die Regentschaft führte, 1583 endgültig für die Reformierte Kirche und gegen das Luthertum. Bischof Dietrich II. und Kurfürst Friedrich III. hatten sich schon 1564 darauf verständigt, die Peterskirche im Niederdorf den Katholiken zu belassen und die Laurentiuskapelle im Oberdorf zu einer reformierten Kirche umzubauen, und dieses Abkommen noch im gleichen Jahr umgesetzt.
1705 endete das Kondominium durch einen Gebietstausch zwischen Worms und der Kurpfalz im heutigen Nordbaden, bei dem das Hochstift wieder alle Rechte an und in Dirmstein zurückerhielt. Nur bei internen Angelegenheiten der reformierten Einwohner blieb dem Kurfürsten die Entscheidungsbefugnis vorbehalten. Nachdem die Wittelsbacher Linie Pfalz-Simmern 1685 durch die katholische Nebenlinie Pfalz-Neuburg beerbt worden war, ergab sich die ungewöhnliche Situation, dass ein katholischer Landesherr – zunächst Philipp Wilhelm, dann sein Sohn Johann Wilhelm, bekannt auch als „Jan Wellem“ – über religiöse Angelegenheiten der reformierten Gläubigen zu bestimmen hatte.

### Streit, Kriegsschäden und Abrisse
Die Dirmsteiner Katholiken glaubten nunmehr, beim Kurfürsten ihrer Konfession mehr Rückhalt zu haben. Wegen der altersbedingten Reparaturbedürftigkeit der Peterskirche unternahmen sie in den Jahren 1686 bis 1689 mehrere Versuche, ihre Gottesdienste auch in der reformierten Laurentiuskapelle im Oberdorf durchzuführen, die trotz ihrer relativ bescheidenen Ausmaße zur Unterscheidung von der noch kleineren Spitalhof-Kapelle „große Kirche“ genannt wurde. Am Fronleichnamstag 1687 schlugen sie sogar mit Äxten eine Tür ein und wollten

„die große kirche im flecken Dirmstein mit gewalt einnehmen und ihre cermonien drin halten.“

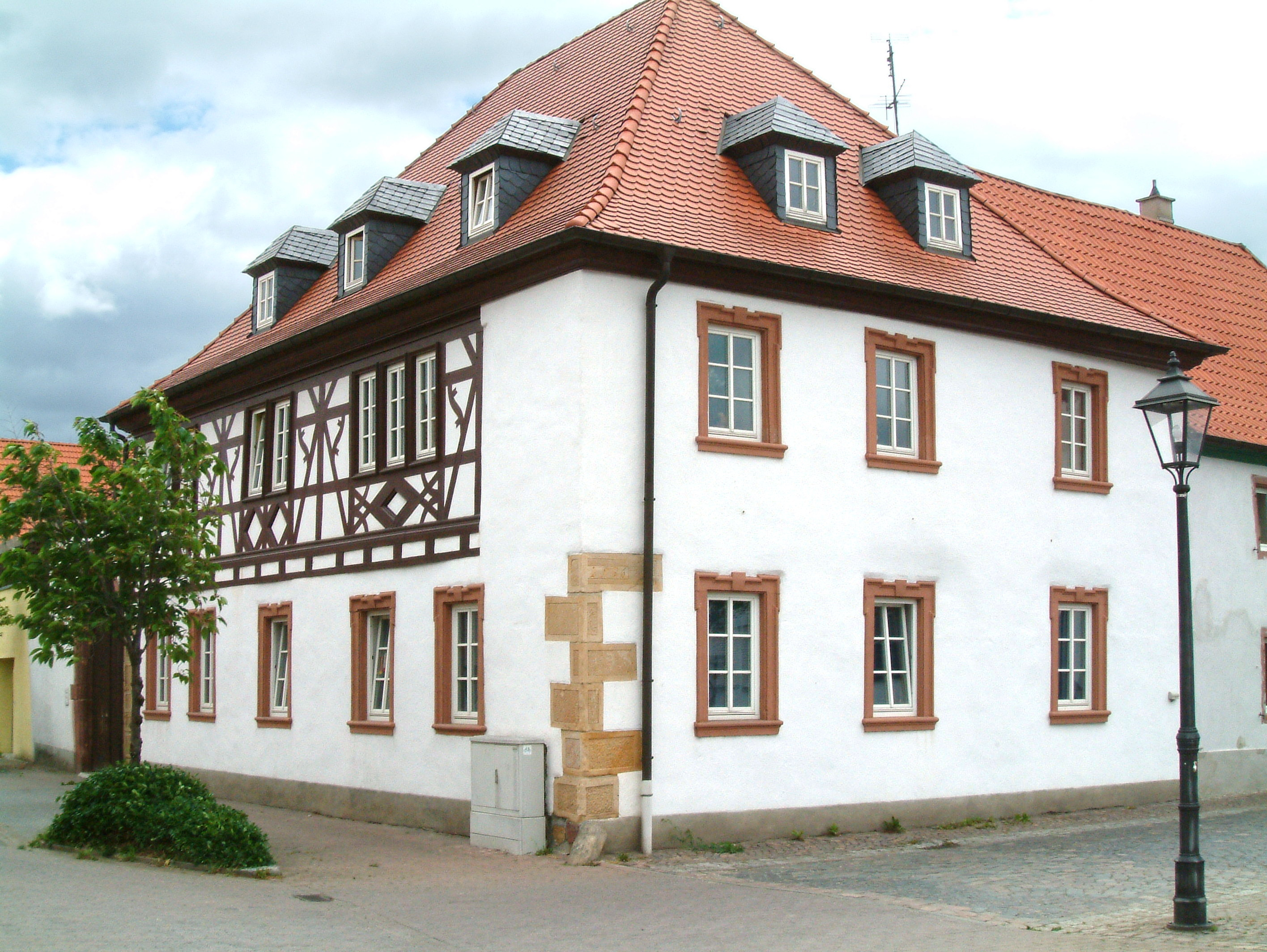
Von der Feuersbrunst 1689 verschont: das „Älteste Haus“ (bezeugt 1596) nahe der Laurentiuskirche

Ähnliche Provokationen durch die Katholiken wiederholten sich in den nächsten beiden Jahren, besonders im Zusammenhang mit der Fronleichnamsprozession. Allerdings kam es nicht mehr zur Anwendung von Gewalt, obwohl der Kurfürst nicht mehr die Macht besaß, die zerstrittenen Konfessionen in Dirmstein auf Dauer zu beschwichtigen. Denn 1687 hatte der Pfälzische Erbfolgekrieg begonnen, bei dem der französische König Ludwig XIV. zahlreiche Orte in der von ihm begehrten Kurpfalz zerstören ließ. Als schließlich die französischen Truppen 1689 auch Dirmstein in Brand setzten, fiel die reformierte Laurentiuskapelle im dicht bebauten Oberdorf den Flammen zum Opfer, die nur einige wenige Gebäude wie das heute älteste Haus im Ort verschonten. Die reparaturbedürftige katholische Peterskirche erlitt hingegen, da freistehend, keine zusätzlichen Schäden durch das Großfeuer.
Erst nach dem Erlass der Kurpfälzischen Religionsdeklaration vom 21. November 1705 konnten die Reformierten die Ruine notdürftig wieder herrichten. Da, wie erwähnt, auch die Peterskirche Mängel aufwies, gab es spätestens 1721 zwischen der katholischen und der reformierten Kirchengemeinde erste Überlegungen, zwei neue Kirchen unter einem gemeinsamen Dach zu bauen. Dies sollte im Oberdorf geschehen, das bevölkerungsreicher war als das Niederdorf. Hauptgrund für die Kombinationslösung war, dass Baugrund im Oberdorf knapp war. Zudem war es durchaus üblich geworden, auch bereits vorhandene Kirchen durch Trennwände aufzuteilen.
Die beiden Gotteshäuser im Niederdorf wurden im 19. Jahrhundert wegen Baufälligkeit abgetragen, die Peterskirche 1809, die Antoniuskapelle um 1850; es gibt keinerlei Spuren mehr von ihnen. Nur die inzwischen profanierte Spitalhof-Kapelle im Oberdorf existiert noch.

## Baugeschichte der Laurentiuskirche

### Planung
Vorbereitungen

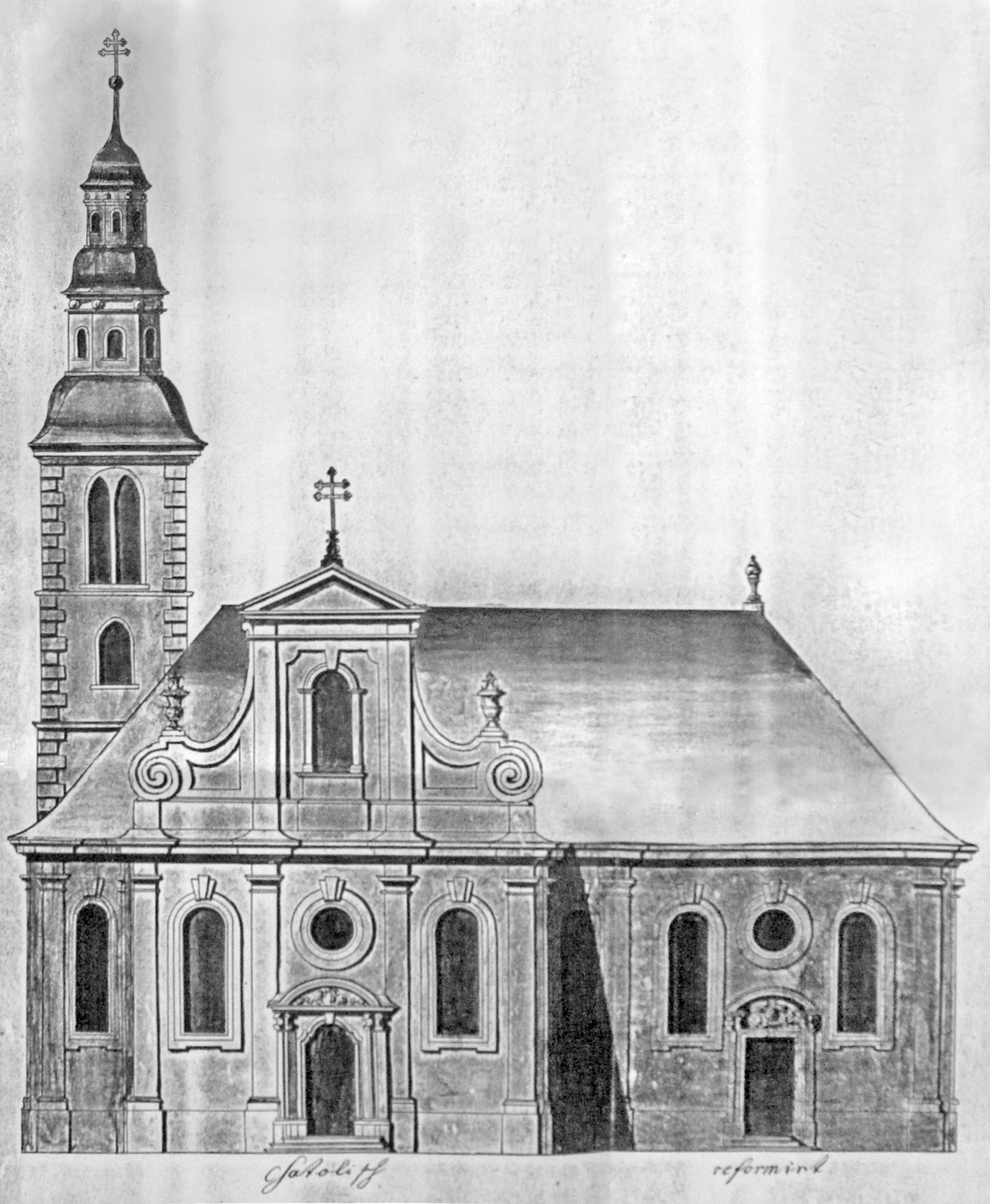
1. Bauplan, Westansicht

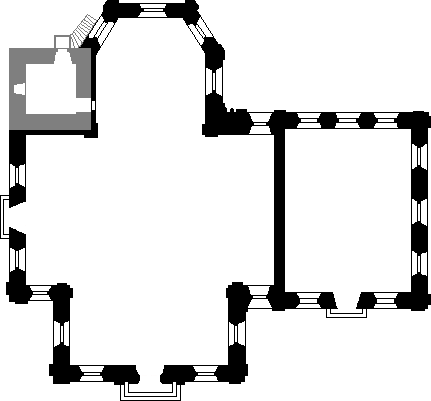
1. Bauplan, Grundriss (Westen unten)

Das Neubauvorhaben begann in der ersten Hälfte des 18. Jahrhunderts mit neuerlichen langjährigen Auseinandersetzungen, die sich in Petitionen und Rechtsstreitigkeiten niederschlugen. Einvernehmen herrschte über den Ort, an dem die neue Kirche errichtet werden sollte: am Standplatz der ruinösen Laurentiuskapelle. Streitobjekt war jedoch das Grundstück, das seit 150 Jahren der Reformierten Kirche gehörte. Bei Verhandlungen ab 1733 ergab sich, dass eine Doppelkirche um „1000 Gulden“ preisgünstiger zu bauen sei als zwei Einzelkirchen. So kam es am 20. Oktober 1739 zu einem Vertrag, dessen wichtigste Klausel war, der Vorzug gebühre von den

„gefertigten verschiedenen grundrissen dem letzteren, mittels welchem sowohl die catholische, als die gleichfals hiernechst neüerbauende reformirte kirche unter ein dach gezogen werden soll.“

Der Vertrag samt Grundrissskizze wurde an den Landesherrn Franz Georg von Schönborn weitergeleitet. Er war nicht nur von 1729 bis 1756 Erzbischof und Kurfürst von Trier, sondern ab 1732 auch Fürstbischof von Worms und damit für Dirmstein zuständig, wo sich der bischöfliche Sommersitz befand. 1740 stimmte er grundsätzlich zu, dass auf dem Areal der ruinösen Laurentiuskapelle ein neues Gotteshaus gebaut werde. Es sollte mit einer Trennwand versehen sein, um beide christlichen Konfessionen unter einem Dach beherbergen zu können; die Raumaufteilung sollte entsprechend dem Zahlenverhältnis der Katholiken und Protestanten vorgenommen werden. Mit der Planung beauftragte Fürstbischof Franz Georg den Hofbaumeister Balthasar Neumann, der in Diensten seines Bruders Friedrich Karl von Schönborn stand, des Fürstbischofs von Würzburg und Bamberg.
Erster Bauplan
Neumanns erster Plan vom 3. Juni 1740, auf der Festung Ehrenbreitstein maßstäblich gezeichnet mit Längenangaben in „Schuch“, sah eine größere Anlage, als sie sich heute darstellt, mit zwei nebeneinander angeordneten Kirchen vor, deren Abstand zur Bebauung der Umgebung gering war. Schon der katholische Anteil sollte umfänglicher werden als der heutige Gesamtbau. Die Länge des Gebäudes war identisch mit der des im Norden gelegenen katholischen Teils und belief sich auf 98 Schuch. Durch den rechts mittig angebauten „reformirten“ Teil betrug die Gesamtbreite der Zweikirche knapp 112 „Schuch“, so dass sich die optische Längsachse der Anlage etwa von Nord nach Süd erstreckt hätte. Da nicht bekannt ist, welche der damals regional gebräuchlichen Schuh-Einheiten Neumann zugrunde legte, lassen sich die Werte nur ungefähr ins metrische System übertragen; man geht von 32 m Länge bzw. 36,5 m Breite aus. Unter Berücksichtigung der Form der geplanten Gebäudeteile ergäbe sich eine überbaute Fläche von 800 bis 850 m², zu denen noch die Flächen des bestehenden Turms und der nachträglich errichteten Sakristei hinzugekommen wären.
Dieser erste Entwurf, erst 1914 wieder aufgefunden, wurde vom Fürstbischof verworfen; vermutlich war er dem Bauherrn zu teuer.
Zweiter Bauplan und Modifikation

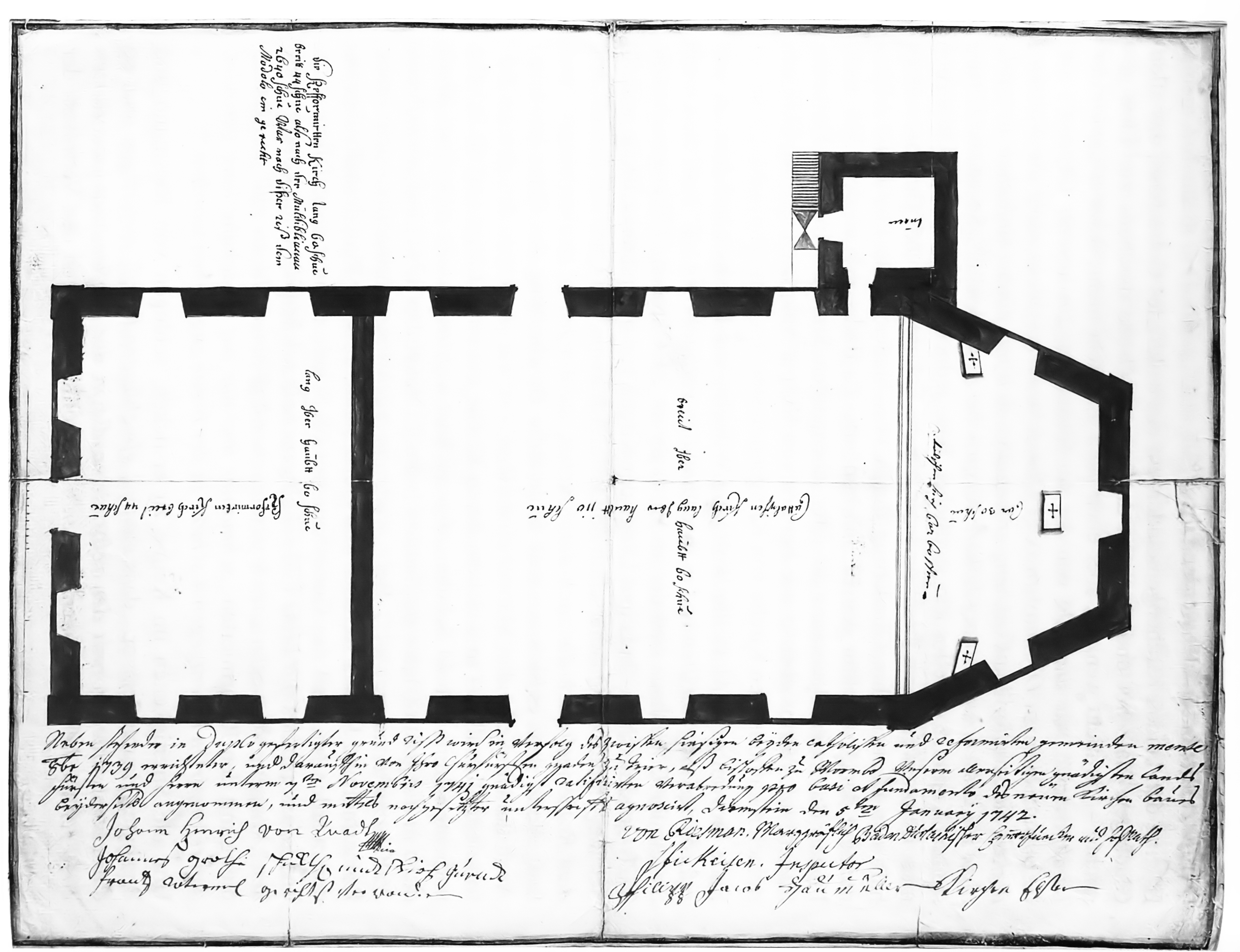
Endgültige Grundrissskizze (Süden unten) von Franz Rothermel (1741): protestantischer Teil (linkes Drittel) Trennwand katholischer Teil (mit Turm)

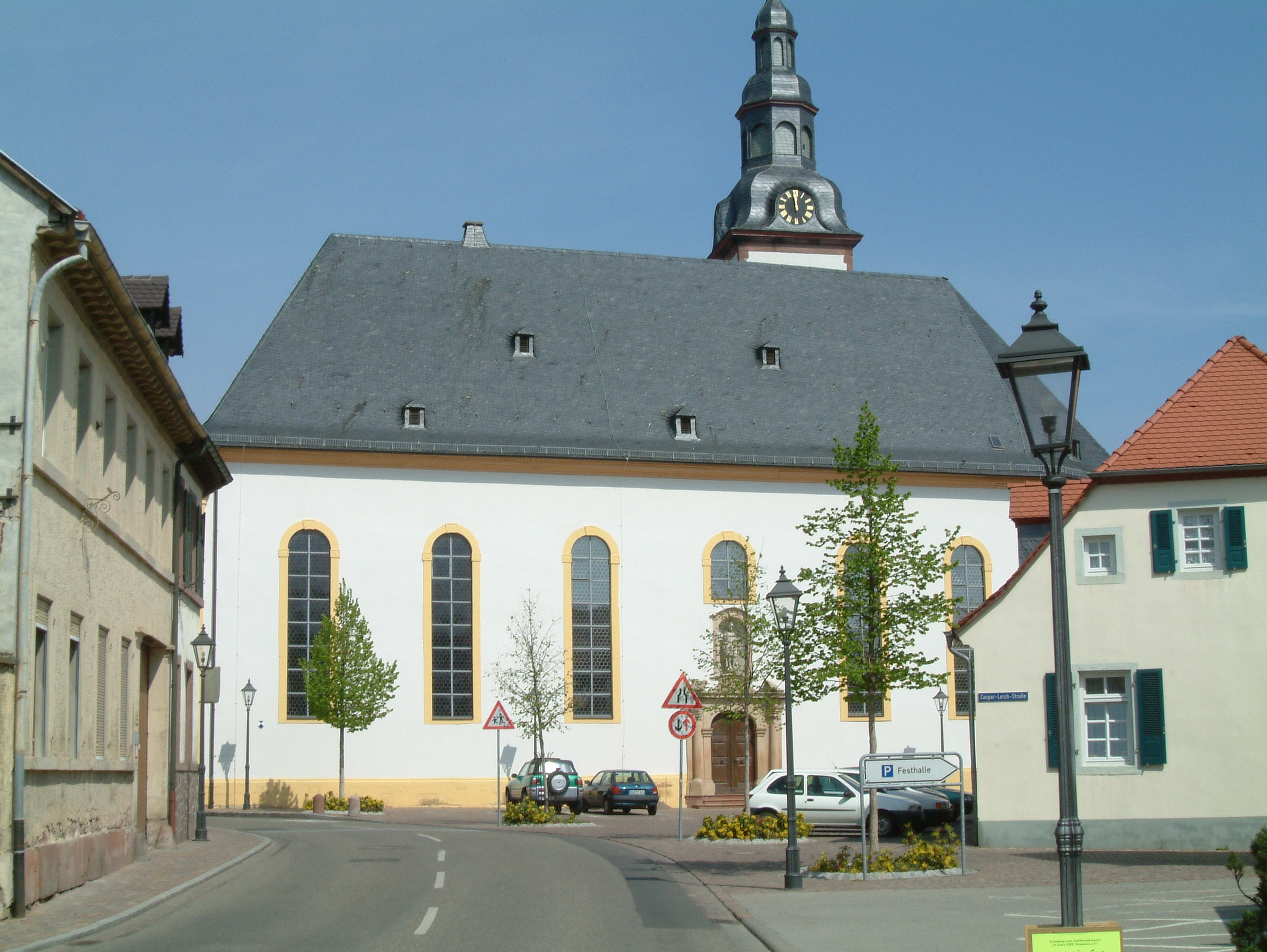
Endgültiger Bau, Südansicht; Trennwand innen zwischen dem zweiten und dem dritten Fenster von links (Westen)

Daraufhin legte Neumann 1741 einen revidierten Plan vor, mit um ein Viertel der Grundfläche verkleinerten Kirchen, die er wie in einem Doppelhaus hintereinander anordnete; der protestantische Teil rückte dabei von der Position rechts neben dem katholischen auf die Position hinter dem katholischen. Vor Ort modifizierte der Dirmsteiner Bauunternehmer Franz Rothermel (1690/91–1759), der in den Quellen als „Maurer“ bezeichnet wird und als Autor der endgültigen, nicht maßstäblichen und nicht winkeltreuen Grundrissskizze ausgewiesen ist, den zweiten Plan noch geringfügig. In dieser Form wurde er am 7. November 1741 durch den Fürstbischof förmlich ratifiziert und zur Ausführung freigegeben.

### Errichtung
1742 wurde unter Rothermels Leitung die Baumaßnahme begonnen, die für den katholischen Teil vier Jahre dauerte. Beim Bau verwendet wurden auch „1000 Klafter Mauersteine“ von der nahegelegenen ruinösen Affensteinischen Burg, die 1713 in den Besitz des Hochstifts gekommen war und bis 1748 vollständig abgebrochen wurde.
Die Grundsteinlegung erfolgte erst nach Fertigstellung des Gebäudes; den Grundstein legte einen Tag vor der Weihe des Gotteshauses Weihbischof Christian Albert Anton von Merle gemeinsam mit Franz Carl Friedrich von Hohenfeld, dem Wormser Domdekan, der als Statthalter des Fürstbischofs fungierte. Am 9. Oktober 1746 nahm dann Weihbischof von Merle die Konsekration des katholischen Teils und seiner drei Altäre vor.
Der Grundstein wurde 1928 am östlichsten Punkt der Außenmauer des Chors durch Zufall wiederentdeckt; in einer Aussparung darunter befanden sich zwei kleine bemalte Fläschchen mit Wein, zwei Trierer Silbermünzen von 1734 und eine österreichische Silbermünze vom 4. Oktober 1745 sowie ein Zinnkästchen, das die offenbar durch Feuchtigkeit verdorbenen Überreste einer nicht mehr lesbaren Gründungsurkunde enthielt.
Ein besonderer Förderer des katholischen Teils war der Vizekanzler des Wormser Bischofs, Adam Franz Brasseur von Gerstenfeld. Er stiftete den rechten Seitenaltar und mehrere liturgische Geräte, die sein Wappen tragen.
Der Markgräflich-Badisch-Durlachsche Hofrat Wolfgang Wilhelm von Rießmann aus Mannheim, der in Dirmstein große Besitztümer hatte, darunter das spätere Koeth-Wanscheidsche Schloss, war namhaftester Gönner des reformierten Kirchenteils. Dieser wurde erst ein Jahr nach dem katholischen fertiggestellt. Am 28. Oktober 1747, dem Namensfest der Apostel Simon und Judas, erfolgte die Weihe.

### Turm

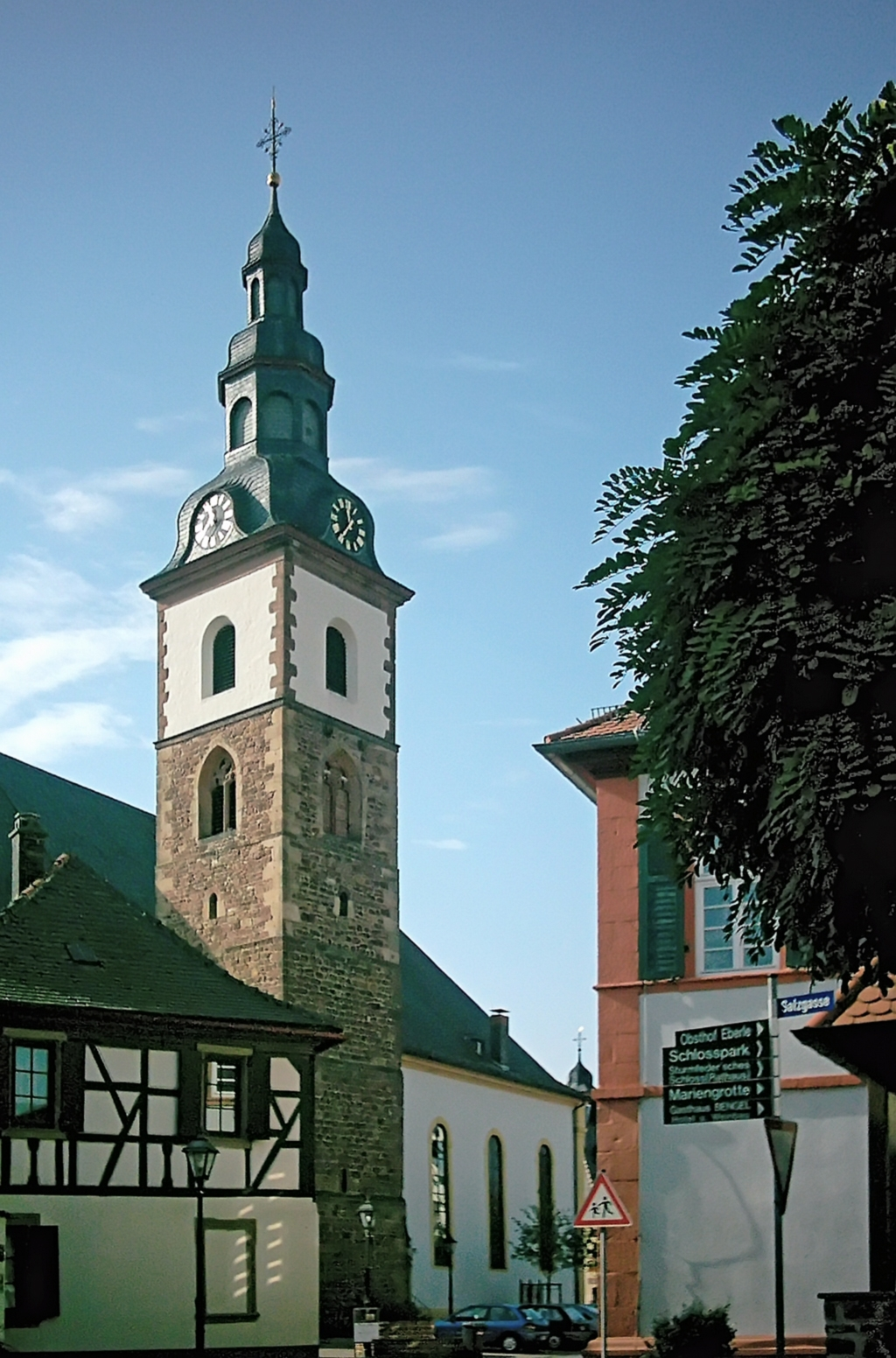
Turm von Nordost, weiß verputzt das aufgestockte 6. Geschoss

Der im Nordosten der Kirche stehende Turm hat bei einer Höhe von 34 m eine nahezu quadratische Grundfläche von 5,95 × 6,10 m und sechs Stockwerke von ungleicher Geschosshöhe. Mit seinen unteren fünf Etagen hatte der Turm schon zur gotischen Laurentiuskapelle wie auch zur reformierten Nachfolgekirche gehört und wurde nun wiederum in den Bau einbezogen; dabei erhielt er eine neue – barocke – Haube. Sie besteht aus drei leicht geschwungenen Teilhauben, welche – die größte unten, die kleinste oben – durch zwei ebenfalls unterschiedlich große Laternen miteinander verbunden sind. Die größte Haube unten trägt nach den vier Himmelsrichtungen in glockenförmigen Gauben jeweils das Zifferblatt der Turmuhr. Aus der Kirchturmspitze wächst ein verziertes goldfarbenes Kreuz, das nach Osten blickt. Auf dem Kreuz sitzt seit 1956 ein mit Blattgold überzogener Wetterhahn.
Durch die Belassung des alten Turms mit seinem Standort „links vorne“ unterscheidet sich die Laurentiuskirche von anderen Sakralbauten, die auf Neumann zurückgeführt werden; deren Turm erhebt sich in der Regel über einem am Ende des Schiffes angebrachten Hauptportal. Die Längsachse der Kirche ist, weil das Schiff unter Abweichung vom Bauplan nicht in rechtem Winkel, sondern leicht schräg an den Turm angebaut wurde, entgegen dem Uhrzeigersinn etwas aus der Ost-West-Richtung verschoben und verläuft eigentlich von Ostnordost nach Westsüdwest. Ohne diese fast unmerkliche Drehung des Baukörpers hätte die Südwestecke der Kirche die geringe Breite der Fahrbahn davor weiter eingeengt – auf deutlich unter die jetzigen 3 m. In den Außenwinkel zwischen Turm-Ostseite und Chor wurde später eine etwa 20 m² große Sakristei eingebaut, die zum katholischen Kirchenteil gehört und auf dem Bauplan nicht eingezeichnet war.
Ursprünglich befand sich der Dachfirst des neuen Kirchengebäudes ungefähr auf gleicher Höhe wie die Unterkante der Haube des alten Turmes, was zu dem geschlossenen Bild des Gesamtbauwerks beitrug. Allerdings erwies sich der fünfgeschossige Turm schon bald als etwas zu niedrig, um das Glockengeläut optimal über das Dorf zu verbreiten. Doch erst 1904 wurde er um eine Etage aufgestockt, erkennbar am weißen Verputz, während der untere Teil aus unverputztem rotem Buntsandsteinmauerwerk besteht. Dieser Unterteil stammt aus zwei unterschiedlichen Stilepochen: Drei Geschosse aus großen, sehr einheitlich zugehauenen und gemauerten Steinblöcken gehen auf einen romanischen Wehrturm zurück und besitzen Schießscharten statt der Fenster. Es ist nicht bekannt, ob der Turm einst isoliert stand oder zu einer Kirche oder Burg gehörte. Die beiden nächsten Geschosse stammen aus dem 13. Jahrhundert. Sie werden durch gotische Fenster erhellt – das untere durch kleine, das obere durch große – und sind überwiegend aus kleineren Steinen aufgeführt, unter denen sich auch unbehauene Feldsteine befinden.

### Trennwand

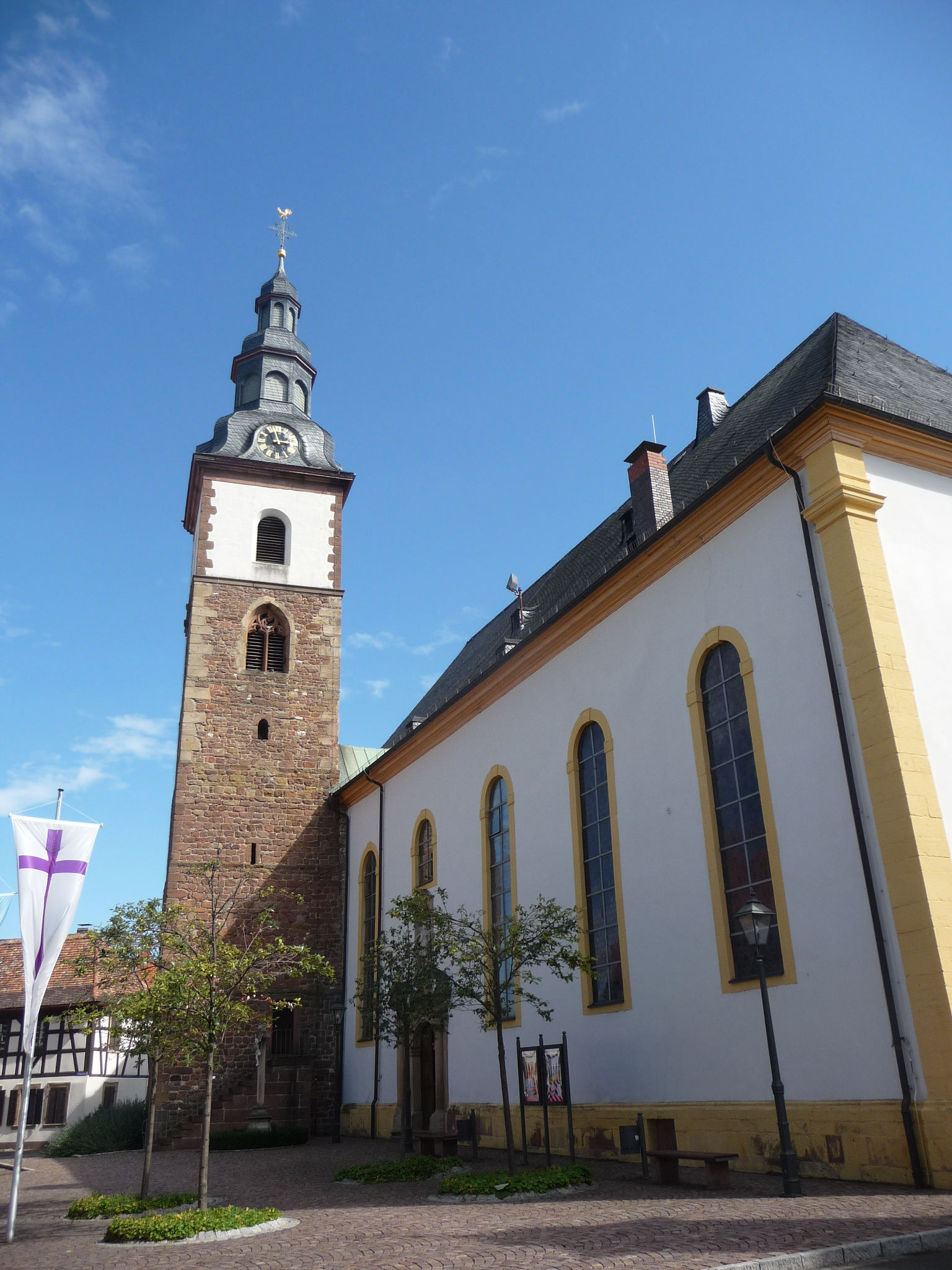
Trennwand innen zwischen dem zweiten und dem dritten Fenster von rechts (Westen)

Balthasar Neumann sollte eine Zweikirche mit einer Trennwand planen; gleichzeitig wollte er aber ein Gebäude schaffen, das von außen als homogene Einheit wirkte. Deshalb wählte er in seinen beiden Entwürfen die Proportionen so, dass äußerlich nichts auf die Trennwand hindeutete und der Besucher auch in den Innenräumen jeweils den Eindruck eines vollständigen Gotteshauses gewinnen sollte. Eines seiner Gestaltungsmittel war die Achsenanordnung: Im ausgeführten Entwurf erstreckt sich der katholische Teil konventionell von Ost nach West, die Trennwand erscheint als Rückwand. Der dahinter liegende, damals reformierte, heute protestantische Teil ist quer dazu von Süd nach Nord ausgerichtet, die Trennwand stellt sich als linke Seitenwand dar. Weitere Möglichkeiten zur optischen Vergrößerung nutzte Neumann, indem er schräge oder geschwungene Linien erzeugte, z. B. bei den Treppen zu den Emporen der beiden Kirchenteile. Der den Bau ausführende Franz Rothermel nahm zwar noch Änderungen vor, behielt jedoch Neumanns Grundkonzept bei.
Nach dem Vertrag von 1739 zwischen der katholischen und der reformierten Gemeinde sollte die „scheidtwandt“ zwischen den beiden Teilen eines gemeinsamen Gotteshauses zwei Schuh (etwa 60 cm) stark werden, „damit kein gottesdienst von dem anderen gestöhret werde.“ Während des Baues einigten sich die vorsichtigen Kirchenväter schließlich sogar auf drei Schuh. Moderne Vermessungen ergaben exakt 100 cm. Die Trennwand hat sich als absolut schalldicht erwiesen und schirmt auch moderne Lautsprecher und Orgelmusik zuverlässig ab.

### Grundmaße
Obwohl die Errichtung der Zweikirche planerisch nur auf der groben Skizze Rothermels basierte, betragen die Maßabweichungen bei einander gegenüberliegenden Wänden lediglich zwischen 3 und 8 cm. Das Gesamtbauwerk ist heute um ein Viertel länger als von Neumann ursprünglich beabsichtigt, nämlich knapp 40 statt 32 m, und rückte deswegen im Westen wesentlich näher an die Straße. Die 32 m finden sich wieder als Außenlänge des vermeintlichen Kirchenschiffs. In diesem ist hinten, von außen unsichtbar, der protestantische Kirchenanteil eingebaut, der etwa 17 × 12,5 m misst. Vor der 1 m starken Trennwand nimmt der katholische Kirchenanteil 18,5 m der Länge des Schiffes ein, seine Breite entspricht mit 17 m auch der Gesamtbreite des Baues.
Für den Chor kommen knapp 8 m Tiefe hinzu. Er hat die Form eines regelmäßigen Trapezes; dessen Basis von 17 m ist mit der Breite des angrenzenden Schiffes identisch, die drei anderen Seiten hinter Hochaltar und Seitenaltären messen jeweils um 8,4 m. Die insgesamt überbaute Fläche beträgt einschließlich Turm und Sakristei etwa 680 m², wovon etwa 212,5 m² auf den protestantischen Teil entfallen.

### Umbauten und Restaurierung

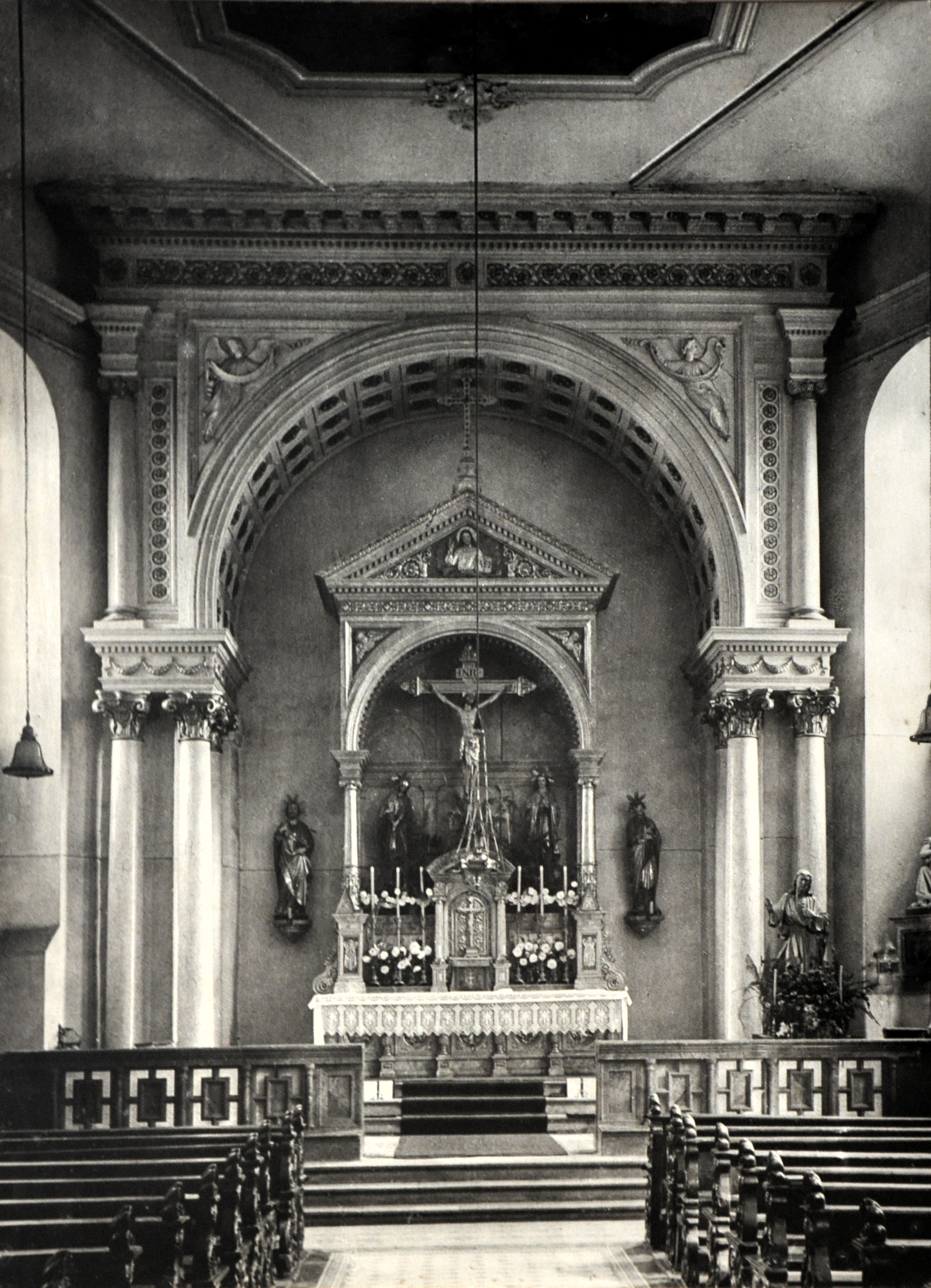
Neoklassizistischer Hochaltar von 1885 mit Baldachinüberbau

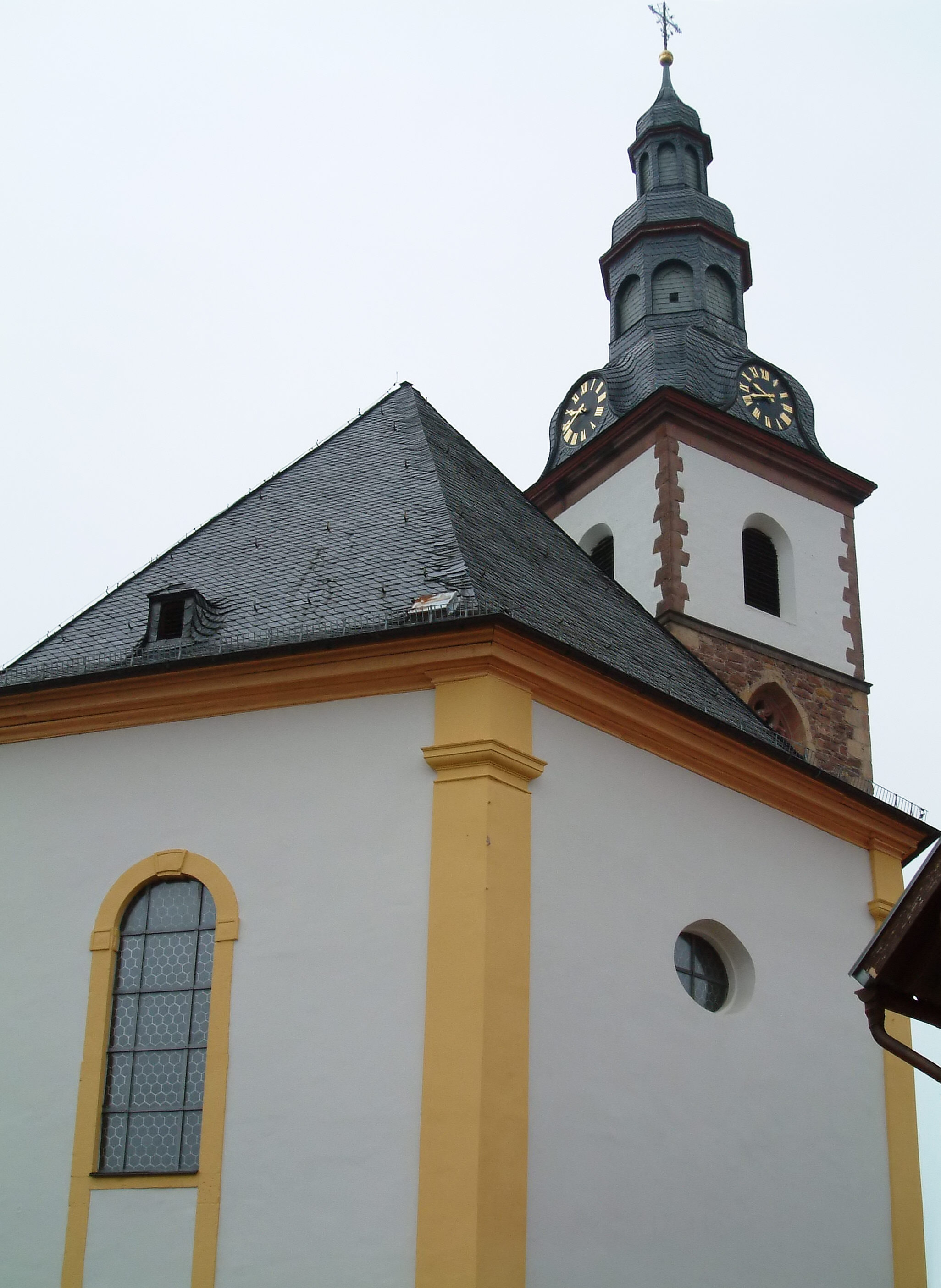
Nach 2000: Wiederherstellung der Farbgebung von 1746

1884/85 wurde der ursprüngliche barocke Hochaltar durch einen „modernen“ im Stil des Neoklassizismus ersetzt, 1904 der Kirchturm aufgestockt. Wie die Denkmalpflege schon nach wenigen Jahrzehnten die Kirchenrenovierung der 1880er Jahre einschätzte, geht aus einer Notiz hervor, die im August 1928 durch einen begutachtenden Mitarbeiter der Firma Johann Mayer aus Bamberg festgehalten und im Maul eines Wappenlöwen an der Decke des Kirchenschiffs verborgen wurde:

„Nachdem die Kirche im Jahre 1885 von einer Speyerer Firma gotisch bemalt war, der schöne alte Hochaltar hinausgeworfen und der jetzige Baldachinüberbau (lacht nicht über die Architektur, leider Gottes läßt es sich nicht mehr ändern) hergestellt war, wurden wir vom Landesamt für Denkmalpflege in München berufen, die Balthasar Neumannkirche wieder im Charakter ihrer Entstehungszeit herzustellen.“

Allerdings wurden 1928 von den vormaligen Modernisierungen nur einige unbedeutende rückgängig gemacht, erst ab den 1960er Jahren – als auch die Notiz im Löwenmaul entdeckt wurde – erfolgte eine wirkliche Restaurierung des katholischen Teils. Dies geschah in der ersten Phase (1962–1968) vor allem innen, wobei eine stilmäßige Rekonstruktion des Altars versucht wurde, in der zweiten (ab etwa 1990) dann außen. Der protestantische Teil wurde 1966 einer größeren Renovierung unterzogen.
Als letzte Restaurierungsmaßnahme wurde das von Anfang an weiß verputzte Gesamtgebäude nach dem Jahr 2000 farblich in den Urzustand zurückversetzt, indem der rote Buntsandstein an Sockel, Kanten und Fensterlaibungen wieder gelb überstrichen wurde.
1989 wurde die Laurentiuskirche als geschütztes Kulturgut im Sinne der Haager Konvention eingestuft. 1996 richtete der Kulturverein St. Michael Dirmstein die 250-Jahr-Feier der Kirche aus.

## Ausstattung

### Katholischer Teil

#### Chor, Hochaltar und Seitenaltäre
Die bedeutendste Neuschöpfung im sehr hellen, reich geschmückten Kirchenraum ist der Hochaltar aus der zweiten Hälfte des 20. Jahrhunderts. Der originäre barocke Hochaltar war 1884/85 durch einen neoklassizistischen Altar ersetzt worden, von dem ein gerahmtes Dokumentarfoto in der Sakristei hängt. Im Zuge der Kirchenrenovierung von 1962 bis 1968 wurde der neue Hochaltar durch Architekt Alfons Sohn aus Speyer in spätbarocken Formen errichtet. Weil sämtliche Quellen über den ursprünglichen Altar fehlten, von dem lediglich die sechs Monolithsäulen mit ihren Rokokokapitellen erhalten waren, wurde der neue frei nach dem Vorbild des Balthasar-Neumannschen Hochaltars in der Bruchsaler Pfarrkirche St. Peter gestaltet, die als Grablege für die letzten Fürstbischöfe von Speyer gedient hatte. Er zeigt im Altarbild, das vom Kirchenmaler Georg Gschwendtner aus Reichenhall stammt, den hl. Laurentius, der dem Kaiser Valerian die Schätze der Kirche, nämlich die Armen, überbringt. Flankiert ist die Szene von den Bischofsfiguren der hl. Pirmin und Ulrich, gekrönt mit einer Darstellung der Heiligsten Dreifaltigkeit, wie dies vermutlich auch schon beim ursprünglichen Altar der Fall war.
Über dem Tabernakel und auf dem Kanzeldeckel ist der Pelikan mit seinen Jungen dargestellt. Nach dem Physiologus töten die Pelikaneltern ihre Jungen, bereuen die Tat und trauern dann drei Tage um sie. Nach dem dritten Tag reißt sich die Mutter den Brustbereich auf, ihr Blut tropft auf die toten Jungen und erweckt sie wieder zum Leben. Für die Christen wurde dies ein Sinnbild für den Opfertod und die Auferstehung Jesu; die daraus resultierende Erlösung der Menschheit wird im Wort Gottes verkündet und in der Eucharistie gefeiert.
Die Seitenaltäre entstammen der ursprünglichen Ausstattung und sind im Rokokostil ausgeführt. Dargestellt sind links Maria mit Kind und rechts Maria Magdalena mit dem Salbgefäß vor dem Gekreuzigten. Maria Magdalena ist auch die Patronin der Katholischen Hospitalstiftung Dirmstein und der Spitalkapelle, die gegenüber der Kirche liegt und heute als Gruppenraum für den Gemeindekindergarten genutzt wird. Die Marienstatue im linken Seitenaltar wurde nachträglich installiert; das darüberliegende Symbol zeigt an, dass der Altar dem Herzen Jesu geweiht ist.

#### Kanzel und Kirchenschiff

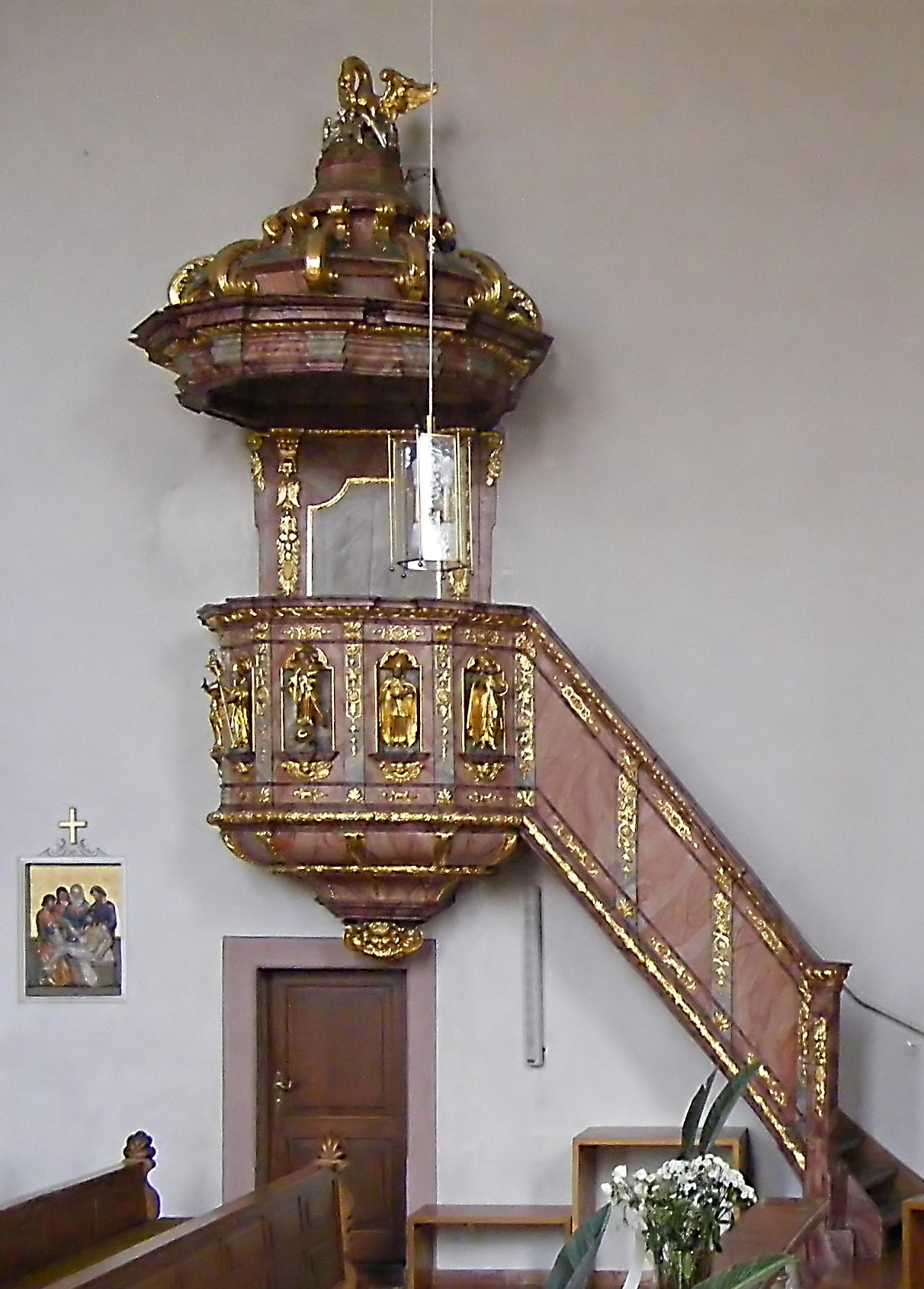
Kanzel

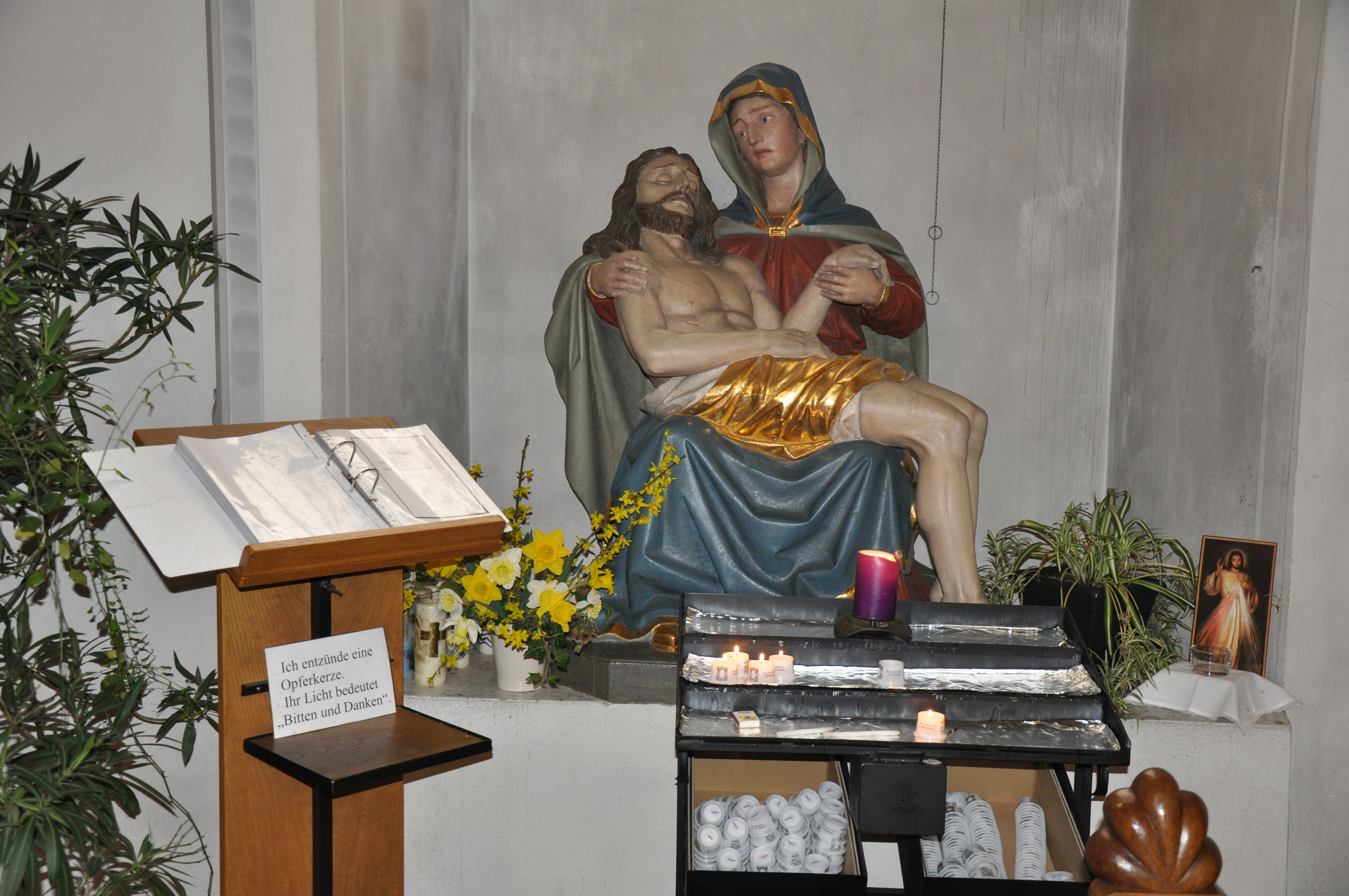
Pietà

Im vorderen Bereich des Kirchenschiffs wacht an der Decke in einem Stuckrahmenfeld das Auge Gottes.
Zur Kanzel links darunter, die über einen dekorativen Schalldeckel verfügt, führt eine an der Längswand angebrachte Treppe empor. Sie wird von vorne, vom linken Seitenaltar her, begangen und ist durch ein verkleidetes Geländer gesichert, über dessen rautenförmige Felder sich der Handlauf zieht. In den kleinen Muschelnischen des polygonen Kanzelkorbs ist Maria mit den vier abendländischen Kirchenlehrern Hieronymus, Papst Gregor dem Großen, Ambrosius von Mailand und Augustinus dargestellt. Diese Kirchenlehrer sollten dem Prediger Vorbild und Richtschnur sein in Glaube und Auslegung; denn die Kanzel stellte im Barock neben den Altären den wichtigsten liturgischen Handlungsraum dar.
Den Prediger an seine Aufgabe gemahnen, die Erlösung der Christenheit durch den Kreuzestod Jesu zu verkünden, soll das Kreuz gegenüber der Kanzel. Es stammt aus einer früheren Zeit, ist älter als die Kirche und wurde möglicherweise vom Vorgängerbau übernommen. Hinzu kamen im Laufe der Jahre die Pietà und die Herz-Jesu-Figur, die Kreuzwegstationen an den beiden Längswänden, das Halbrelief des hl. Antonius von Padua sowie die Gedenktafel für die Gefallenen der beiden Weltkriege.

#### Orgelempore und Orgel

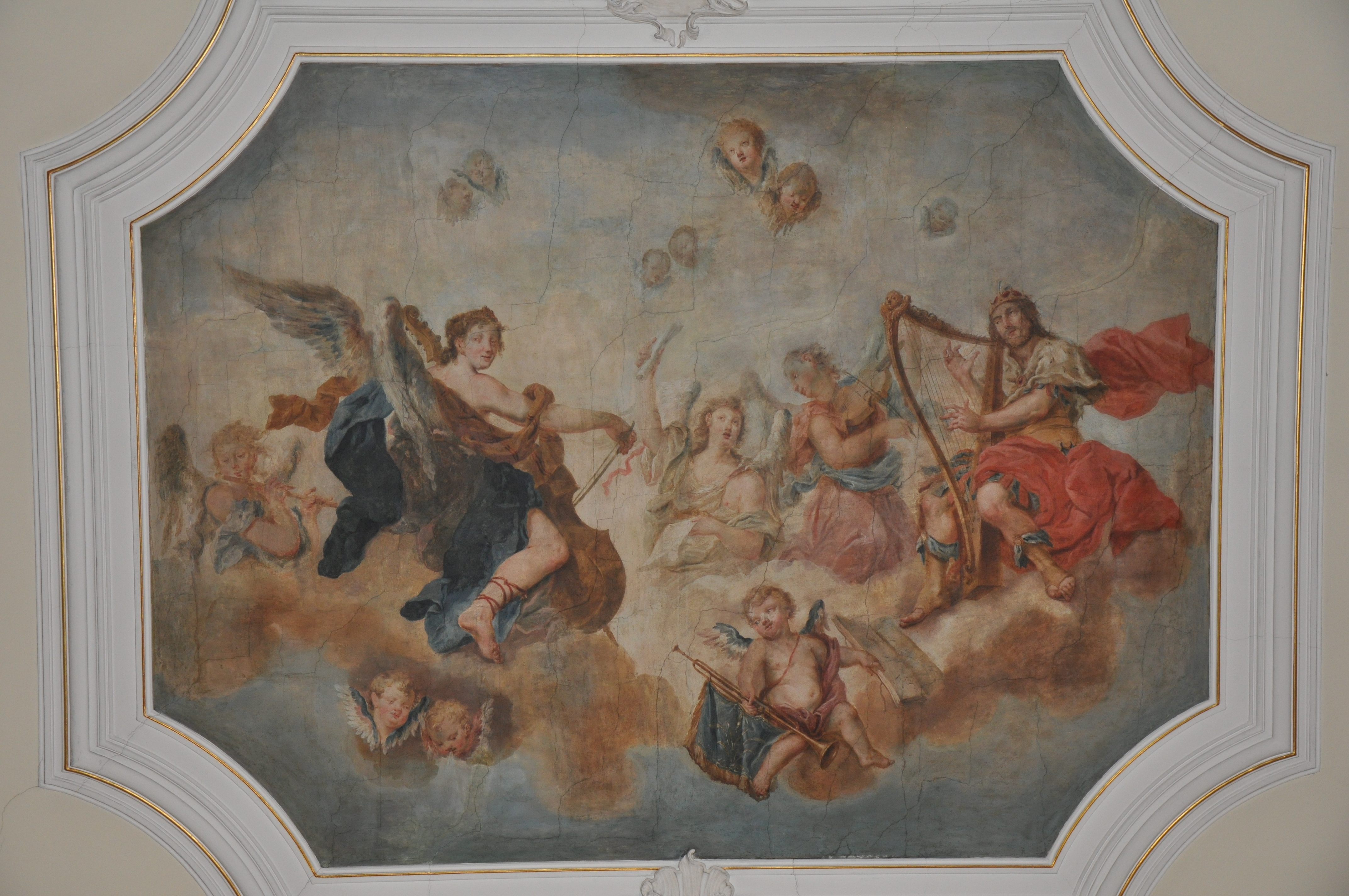
König David und musizierende Engel

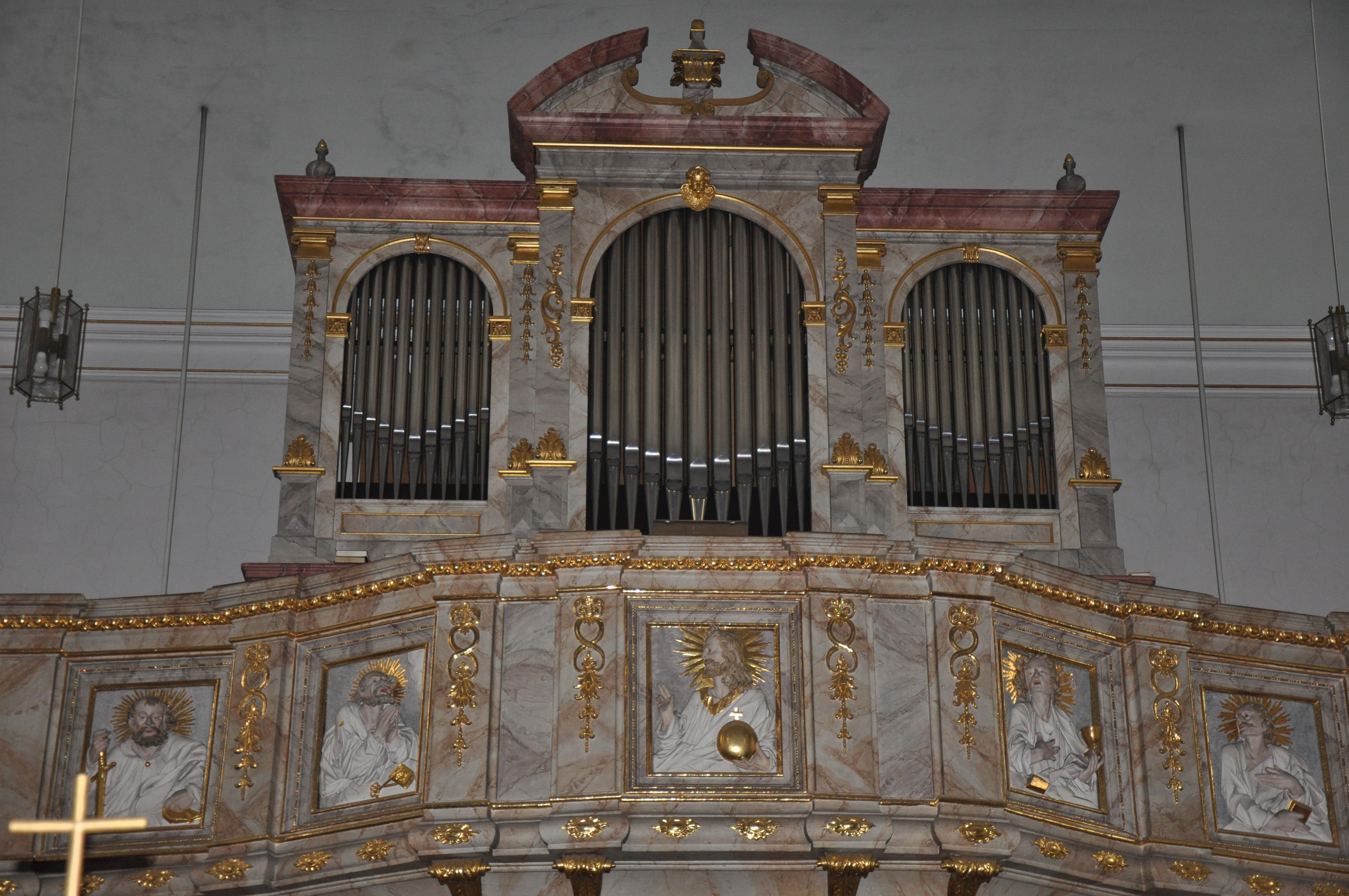
Voit-Orgel aus dem Jahr 1900

Auf der Emporenbrüstung sind als reliefierte Halbfiguren Jesus und die zwölf Apostel dargestellt. Die einzelnen Apostel lassen sich an den ihnen beigegebenen Attributen identifizieren. Das Fresko an der Decke über der Empore ist der Musik gewidmet und zeigt König David, von dem die Schrift sagt, dass er Zither – die hier durch die repräsentativere Harfe ersetzt wurde – gespielt habe, und mehrere Engel mit unterschiedlichen Musikinstrumenten. Die Rückwand hinter der Orgelempore ist mit der Trennwand zum protestantischen Kirchenteil identisch.
Die heutige Dirmsteiner Orgel im katholischen Kirchenteil wurde 1900 von der Firma Voit & Söhne aus Durlach erbaut. 1986 wurde sie durch die Orgelwerkstatt Peter Vier aus Friesenheim-Oberweier renoviert und mit einer mechanischen Traktur versehen; acht Register wurden ersetzt. Die zweimanualige Orgel verfügt über 23 klingende Register, die auf drei Werke verteilt sind. Disposition und Intonation der Werke ermöglichen die Interpretation barocker wie auch romantischer Musik. Die ausgereifte Traktur mit mehreren Halbzügen, Wechselschleifen, drei Koppeln und einem Koppelmanual macht die Orgel für Organisten zu einem reizvollen Konzertinstrument. Hier ist vor allem der im Nachbarort Laumersheim aufgewachsene Felix Hell zu nennen.
Die Disposition lautet:
| II Hauptwerk C–f3 |       |
| Bourdon           | 16′   |
| Principal         | 8′    |
| Flöte             | 8′    |
| Quintade          | 8′    |
| Oktave            | 4′    |
| Traversflöte      | 4′    |
| Oktave            | 2′    |
| Mixtur IV         | 1 ⁄3′ |
| Cornett V         | 8′    |
| Trompete          | 8′    |

| III Schwellwerk C–f3 |    |
| Geigenprincipal      | 8′ |
| Salicional           | 8′ |
| Gedackt              | 8′ |
| Fugara               | 4′ |
| Rohrflöte            | 4′ |
| Piccolo              | 2′ |
| Sesquialter II       |    |
| Zimbel III           | 1′ |
| Klarinette           | 8′ |

| Pedal C–f1 |     |
| Subbaß     | 16′ |
| Oktavbaß   | 8′  |
| Tenoroktav | 4′  |
| Posaune    | 16′ |

- Koppeln:
  - Pedalkoppeln: II/P, III/P
  - Koppelmanual (I): II/III
- Spielhilfe: Schweller

#### Wappen
Im Gebäude sind zahlreiche Wappen zu sehen, zwei davon gehen auf die Entstehungszeit der Kirche zurück:
- Wappen des Stifters Adam Franz Brasseur von Gerstenfeld über dem rechten Seitenaltar

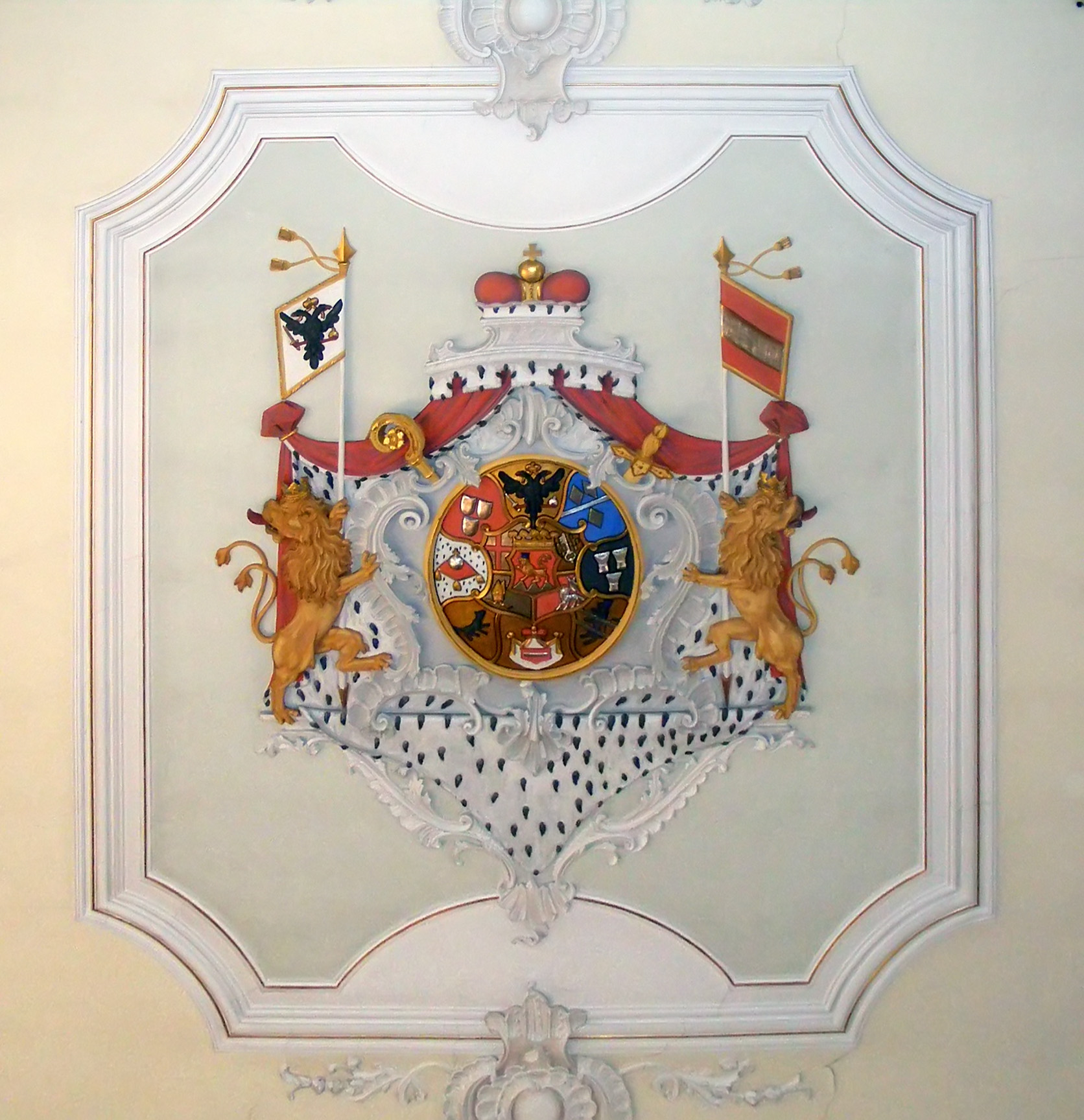
Wappen des Fürstbischofs Franz Georg von Schönborn

- Wappen des Erbauerbischofs Franz Georg von Schönborn an der Decke des Schiffs

| Es ist in Stuck ausgearbeitet und reich gegliedert; die Details erscheinen dem Betrachter wegen der Entfernung zur Decke recht klein und erschließen sich nur bei genauem Hinsehen. Der Wappenschild ist rund und besteht aus einem Hauptschild, dem ein Mittelschild mit einem Herzschild aufliegt. Der Herzschild enthält das Stammwappen des Bischofs, den von einer goldenen Laubkrone gekrönten Schild der Grafen von Schönborn: In Rot auf drei aufsteigenden silbernen Spitzen schreitend ein goldener, blau bekrönter Löwe mit einer goldenen Kugel in seiner rechten Pranke. Der Mittelschild ist geviert und zeigt seine Ämter an: Kurfürst von Trier, Fürstbischof von Worms, Fürstpropst von Ellwangen und Fürstabt von Prüm. | |
| 1. | Erzbistum Trier: In Silber ein rotes Georgskreuz |
| 2. | Bistum Worms: In Schwarz ein schrägrechts aufwärts gerichteter silberner Schlüssel, der oben und unten von je 4 (1:2:1) goldenen Schindeln begleitet ist |
| 3. | Fürstpropstei Ellwangen: In Silber eine goldene Prälatenmütze                                                                                            |
| 4. | Fürstabtei Prüm: In Rot ein silbernes, golden nimbiertes Osterlamm mit einer Fahne, die in Silber ein rotes Kreuz führt                                  |

| Der Hauptschild ist zweimal gespalten und zweimal geteilt und enthält Titel und Besitztümer aus dem Familienwappen des Bischofs. |

| 1. | Herrschaft Reichelsberg: In Rot drei (2:1) silberne Schildchen |
| 2. | Kaiserlicher Doppeladler als Gnadenwappen: In Gold ein golden bewehrter und rot gezungter schwarzer Doppeladler, der in der rechten Klaue ein silbernes Schwert und in der linken einen blauen Reichsapfel mit goldenem Kreuz und goldener Spange hält. Zwischen den Köpfen schwebt eine goldene Kaiserkrone mit zwei abfliegenden blauen Bändern (Das Wappen wurde mit der Verleihung der Reichsgrafenwürde als Gnadenzeichen angenommen) |
| 3. | Herrschaft Heppenheim: In Blau ein silberner Balken, begleitet oben von zwei, unten von einer silbernen Raute |
| 4. | Erbtruchsessen-Amt in den österreichischen Landen ob und unter der Enns: In Hermelin auf einem roten und mit goldenen Quasten verzierten Kissen ein blauer Reichsapfel mit goldenem Kreuz und goldener Spange (Anspruch mit den Gütern derer von Buchheim übernommen) |
| 5. | Feld ist mit dem Mittelschild belegt |
| 6. | Schild aus dem vermehrten Wappen derer von Buchheim: In Schwarz drei (2:1) goldene aufrechte Getreidegarben |
| 7. | Grafschaft Wolfsthal: In Gold ein links gewendeter schreitender schwarzer Wolf |
| 8. | Erzherzogtum Österreich als Gnadenwappen: In Silber der Bindenschild (in Rot ein silberner Balken), umgeben von einem innen aus Hermelin, außen roten Wappenmantel, bekrönt von einem Herzogshut (mit der Herrschaft derer von Buchheim übernommen) |
| 9. | Truchsess von Pommersfelden: In Silber ein golden gekrönter und rot gezungter blauer Löwe, überdeckt mit zwei roten Balken. |

| Der Wappenschild, gekrönt von einem Kurhut, ist umgeben von einem Wappenmantel (außen rot, innen Hermelin), aus dem Krümme und Schwertgriff herausragen; zu beiden Seiten zwei zurücksehende, gekrönte goldene Löwen, in den hinteren Vorderpranken an silbernen Stangen mit goldenen Spitzen je eine Standarte mit zwei goldenen Quasten haltend, rechts silbern mit dem schwarzen doppelköpfigen gekrönten Reichsadler, links rot mit silbernem Balken (Österreich). |

Im Altar- und Deckenbereich finden sich weitere Wappen aus neuerer Zeit, welche die geschichtliche Situation der Errichtung des neuen Altars (1968) fixieren wollen:
- Wappen des Speyerer Bischofs Isidor Markus Emanuel (Amtszeit 1953–1968), der die Altarrestaurierung in Auftrag gab
- Wappen des Bistums Speyer
- Familienwappen des Architekten Sohn
- Wappen des Speyerer Bischofs Friedrich Wetter (Amtszeit 1968–1982, später Erzbischof und Kardinal), kurz nach dessen Amtsübernahme der neue Altar konsekriert wurde
- Wappen des Landes Rheinland-Pfalz
- Wappen der Gemeinde Dirmstein

### Protestantischer Teil

#### Ausstattung

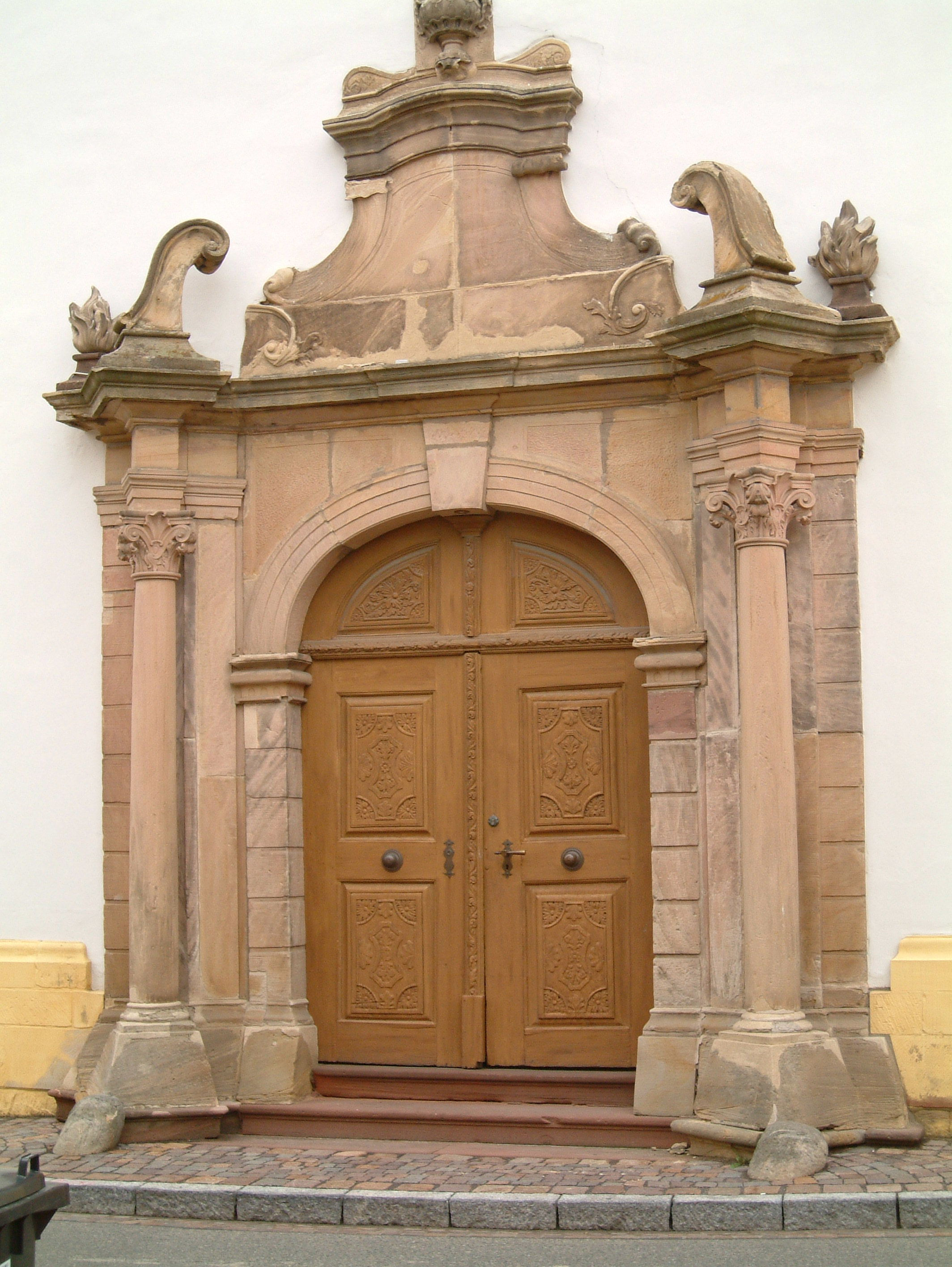
Portal direkt an der Straße

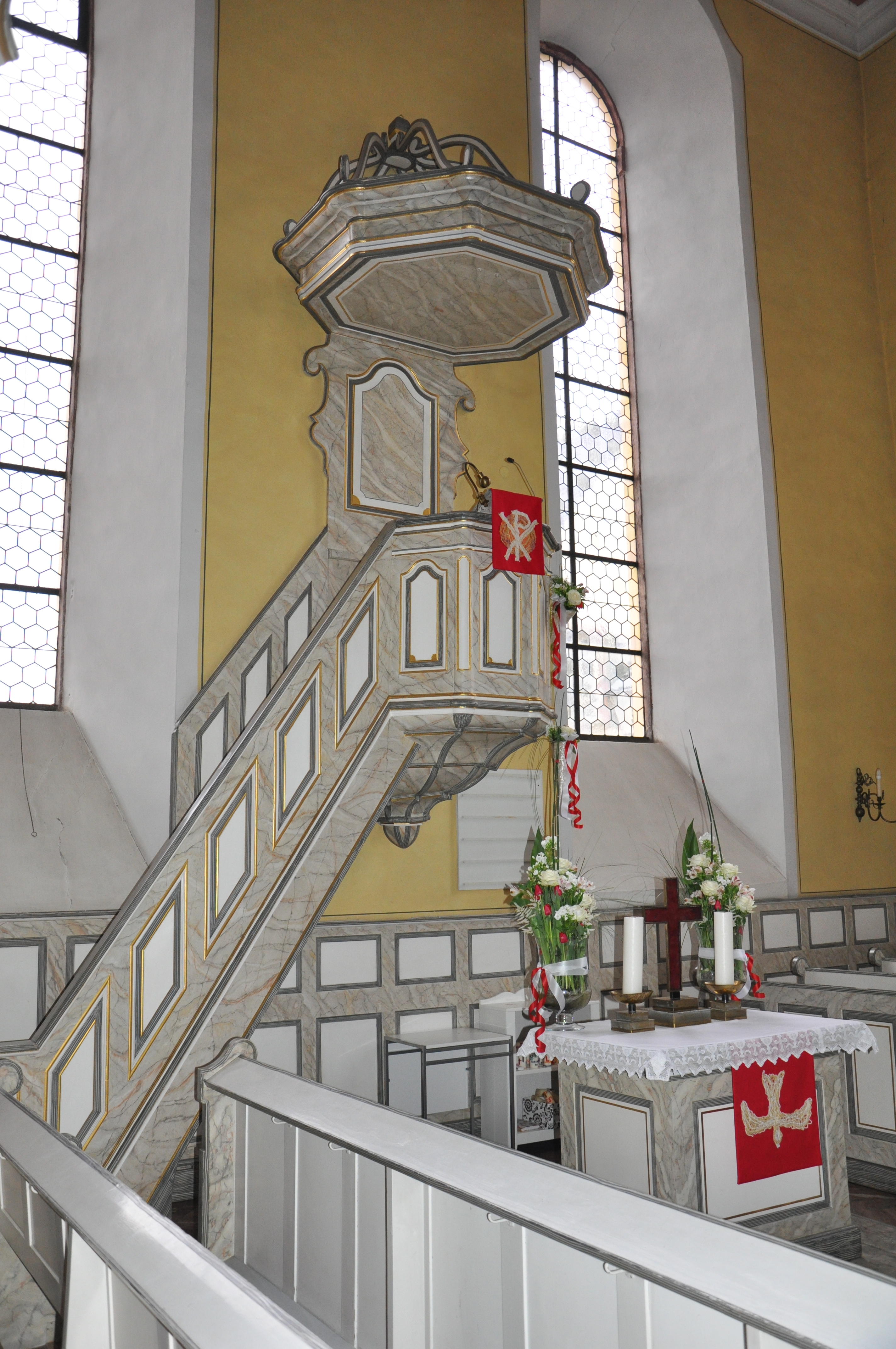
Kanzel und Altar

Der protestantische Teil besitzt seinen Zugang von Westen her über ein Barockportal, das ebenso prunkvoll ausgestaltet ist wie die „katholischen“ Eingänge im Norden und Süden. Während diese allerdings auf ausreichend breite Vorplätze münden, führt das „protestantische“ Portal unmittelbar, mit nicht einmal einem Meter Abstand, auf die heute stark befahrene Landesstraße 455.
Innen weist der protestantische Teil die in reformierten Gotteshäusern übliche Schlichtheit auf. Bei den Farben dominieren erdige Töne wie Ocker, ein gebrochenes Gelb, kräftiges Braun und verschiedene Grauabstufungen, die bei ausgeschalteter Beleuchtung auch am Tag eine gewisse Düsternis bewirken; das im katholischen Teil stark hervortretende Gold fehlt hier fast vollständig.
Vorne, im Süden, befinden sich „canzel und communiontisch“. Hinten, im Norden, liegt die halbrund nach rückwärts schwingende Empore, die über eine mittige, sich teilende Treppe erreicht wird und auch die Orgel trägt. Den hölzernen Herrschafts- oder Fremdenstuhl in Dunkelbraun ließ Hauptsponsor Rießmann auf seine Kosten anfertigen. Wesentliche nachträgliche Änderungen der Innenausstattung erfolgten nicht, eine größere Renovierung des Innenraums wurde 1966 vorgenommen.

#### Orgel
Die erste Orgel der reformierten Gemeinde wurde 1746 oder 1748 in Kusel gebraucht gekauft. Wie lange sie dort schon ihren Dienst verrichtet hatte, ist nicht bekannt. Sie war vom Holzwurm befallen und wurde nur notdürftig restauriert. Trotzdem konnte sie in Dirmstein mehr als hundert Jahre lang benutzt werden.

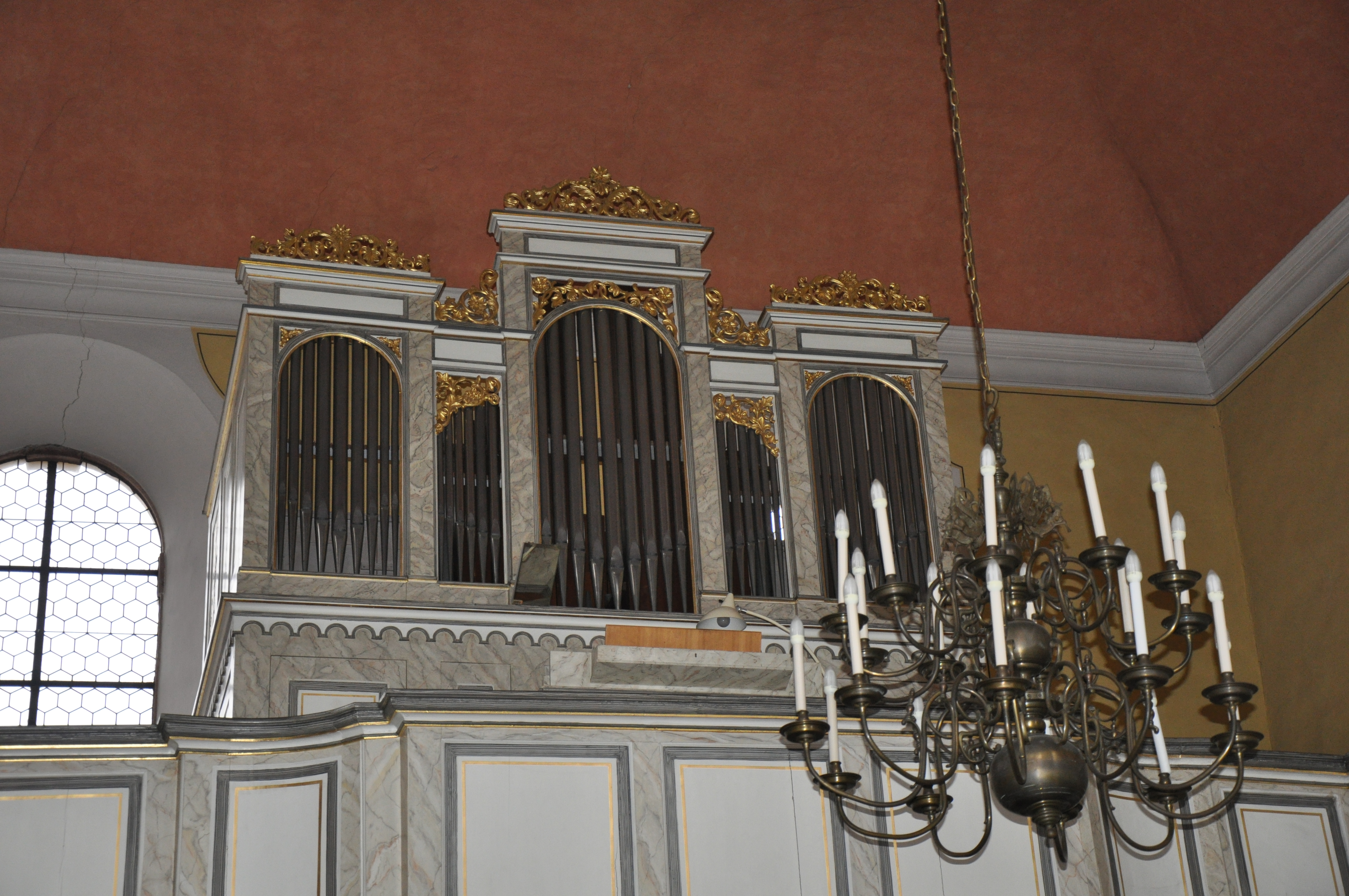
Walcker-Orgel von 1869/70

1869/70 wurde sie durch einen Orgelneubau von Eberhard Friedrich Walcker aus Ludwigsburg ersetzt. Sein zweimanualiges Opus 252 umfasste elf Register und basierte auf der damals neu entwickelten Technik der Kegellade mit pneumatischer Traktur. 1965 nahm die Firma Oberlinger einen Klangumbau im Stil des Neobarock vor. Dabei wurde über die Hälfte der Register ausgetauscht, die Traktur ist nun mechanisch. Die etwa 750 Pfeifen sind auf zwei Manuale und Pedal verteilt.
Die Disposition lautet:
| I Hauptwerk C–f3 |    |
| Principal        | 8′ |
| Rohrflöte        | 8′ |
| Octave           | 4′ |
| Kleingedackt     | 4′ |
| Mixtur IV        |    |
| Cornett II–III   |    |

| II Hinterwerk C–f3 |    |
| Gedackt            | 8′ |
| Koppelflöte        | 4′ |
| Principal          | 2′ |

| Pedal C–d1 |     |
| Subbass    | 16′ |
| Violon     | 8′  |

- Koppeln: II/I, I/P

Wie die Voit-Orgel im katholischen Teil genießt auch die Walcker-Orgel unter Fachleuten einen ausgezeichneten Ruf, was die meist vom Kulturverein St. Michael organisierten Konzerte belegen.

### Glocken

#### Heutiges Geläut
Sechs neue Glocken wurden am 4./5. Mai 1951 bei der Glockengießerei F. W. Schilling in Heidelberg gegossen. Sie sind in einem Vertrag zwischen den beiden Kirchengemeinden vom 9. April 1954 beschrieben.
Wegen einer schadhaften Aufhängung zersprang die Glocke Nr. 1 im Jahre 1990. Am 14. Dezember des gleichen Jahres wurde durch die Glockengießerei Mabilon aus Saarburg Ersatz geliefert; die Glocke erhielt eine neue Inschrift, die auf ihre Widmung Bezug nimmt.
Die wesentlichen Kenngrößen der Glocken sind:
| Nr. | Nominal | Eigentümer                       | Widmung        | Jahr | Inschrift |
| --- | ------- | -------------------------------- | -------------- | ---- | --- |
| 1.  | f'      | Katholische Kirchengemeinde      | St. Laurentius | 1951 | „Seid wachsam, steht fest im Glauben, handelt männlich und seid stark.“ (1 Kor 16,13 LUT) |
| 1.  | f'      | Katholische Kirchengemeinde      | St. Laurentius | 1990 | „Hl. Laurentius, bitte für uns.“ (Anrufung der Heiligen aus der Allerheiligenlitanei) |
| 2.  | b'      | Katholische Kirchengemeinde      | St. Maria      | 1951 | „Maria, hocherhabene Königin der Welt, allzeit reine Jungfrau, bitt für uns um Frieden und Heil.“ (von der Communio-Antiphon Regina mundi dignissima, Maria, Virgo perpetua, intercede pro nostra pace et salute,…) |
| 3.  | es'     | Protestantische Kirchengemeinde  | –              | 1951 | „Christus spricht: Ich lebe, und ihr sollt auch leben.“ (Joh 14,19 LUT) |
| 4.  | es"     | Protestantische Kirchengemeinde  | –              | 1951 | „Christus spricht: Lasset die Kindlein zu mir kommen.“ (Mk 10,14 LUT) |
| 5.  | c"      | beide Kirchengemeinden gemeinsam | Christus       | 1951 | „Christus, unser Friede, Christus, Herr der Herrlichkeit, schenke Frieden unserer Zeit.“ |
| 6.  | as'     | politische Gemeinde              | –              | 1951 | „Bet und arbeit, so hilft Gott allezeit.“ (von dem Benediktiner-Motto Ora et labora, Deus adest sine mora.) |

#### Geschichte der Dirmsteiner Glocken
Der älteste Hinweis auf eine Glocke in Dirmstein entstammt dem Volksmund: Die Einwohner des nordwestlich der Gemeinde gelegenen Dorfes Lindesheim, das um 1350 verlassen wurde und vollständig unterging, sollen vorher ihre Kirchenglocke in der Erde vergraben haben. 1750 habe ein Eber sie freigelegt, als er im Boden wühlte. Die Auseinandersetzung zwischen den umliegenden Ortschaften, wem die Glocke gehören solle, sei durch folgende Übereinkunft geschlichtet worden: Dem Transportwagen habe man ein blindes Pferd vorgespannt; die Richtung, die es nehmen würde, sollte über den künftigen Verbleib der Glocke entscheiden. Nun habe aber das blinde Pferd einem Dirmsteiner Bauern gehört, und es sei, kaum dass es die Peitsche gefühlt hatte, dem heimischen Stall zugestrebt. Deshalb sei die Glocke dem Geläut der neuen, gerade vier Jahre vorher geweihten Laurentiuskirche einverleibt worden, nachdem ihr folgender Spruch eingraviert worden war:

„Susann werd ich genannt,
da mich ein Eber fand,
wo zwischen Erl und Weiden
sich die Gewitter scheiden.“

Im Gemeindearchiv findet diese Geschichte keine Erwähnung, auch das angebliche Zerspringen der Glocke im Jahre 1866 ist nicht belegt.
Nachweislich gab es in Dirmstein gegen Ende des 18. Jahrhunderts acht Kirchenglocken: in der Laurentiuskirche drei, in der Peterskirche zwei, in der Spitalkapelle zwei, im Jesuitenhof, der damals noch ein Kloster war, eine.

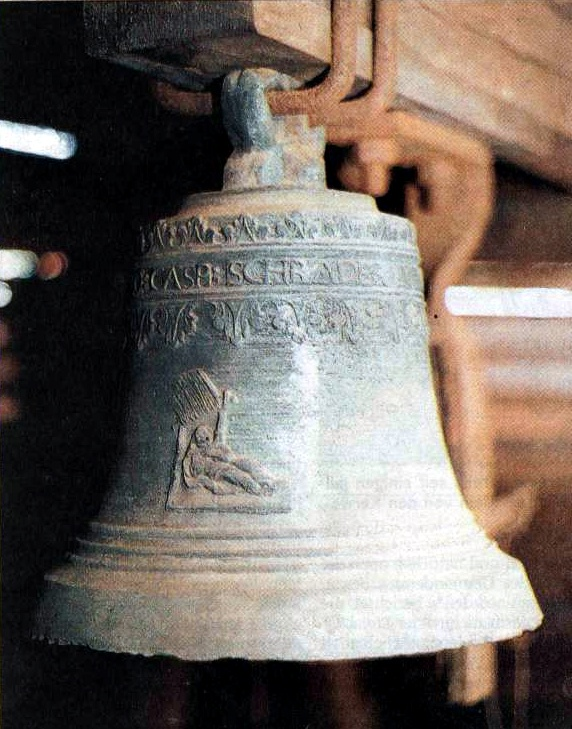
Vermutlich die 1795 gerettete Dirmsteiner Glocke, die nun in Grünstadt hängt

Nachdem die Französische Revolution auch auf die linksrheinischen deutschen Gebiete übergegriffen hatte, transportierten im Jahre 1795 französische Soldaten fünf Glocken zum Kanonenguss ab; eine sechste gelangte über verschlungene Wege ins nahe Grünstadt, wo sie verblieb. Zwei Glocken wurden für das Dorf gerettet: Die kleinste ganz oben im Turm der Laurentiuskirche war von den Franzosen übersehen worden, und über eine der beiden abgenommenen Glocken der Peterskirche hatte der pfiffige Spitalpächter Wack, als sie vor dem Abtransport im Spitalhof zwischengelagert waren, einen hölzernen Zuber gestülpt und sie so verborgen. Sie wurde zu der verbliebenen in den Laurentius-Turm gehängt, der seither der einzige Ort in Dirmstein ist, an dem Glocken betrieben werden.
1823 ließ die Gemeinde unter Bürgermeister Jacob Janson eine dritte, größere Glocke gießen und aufhängen. Doch im gleichen Jahr zerschlug der Maurer Johann Gager bei Arbeiten am Turm „frivol“ die seinerzeit gerettete Glocke, die von der Peterskirche stammte. Umgegossen 1825, zersprang sie 1833 nochmals und wurde in diesem Jahr unter Bürgermeister Hartmüller erneut umgegossen. 1852 und 1874 wurden zwei weitere Glocken in Auftrag gegeben. Weil für die letzte die kleinste eingeschmolzen wurde, hingen seitdem vier Glocken im Turm. 1917, gegen Ende des Ersten Weltkrieges, mussten die 1823 und 1874 gegossenen Glocken wiederum zur Kanonenherstellung abgeliefert werden; zwei blieben übrig.
Nachdem 1921 wiederum eine dritte gegossen worden war, wurden 1941, während des Zweiten Weltkriegs, die neue Glocke und diejenige von 1833 konfisziert. Letztere kam 1949 überraschend zurück, da sie nicht eingeschmolzen worden war. Sie wurde, als endlich 1951 der Guss der heutigen sechs Glocken erfolgte, umgegossen, weil ihre Tonhöhe nicht zu den anderen gepasst hätte. Ihr Material stammte mit Sicherheit aus der Zeit vor der Französischen Revolution. Ob 1951 die einzige seit 1852 ununterbrochen im Turm verbliebene Glocke ebenfalls umgegossen oder ob sie veräußert wurde, ist nicht mehr zu ermitteln.